# Königspfalz Frankfurt

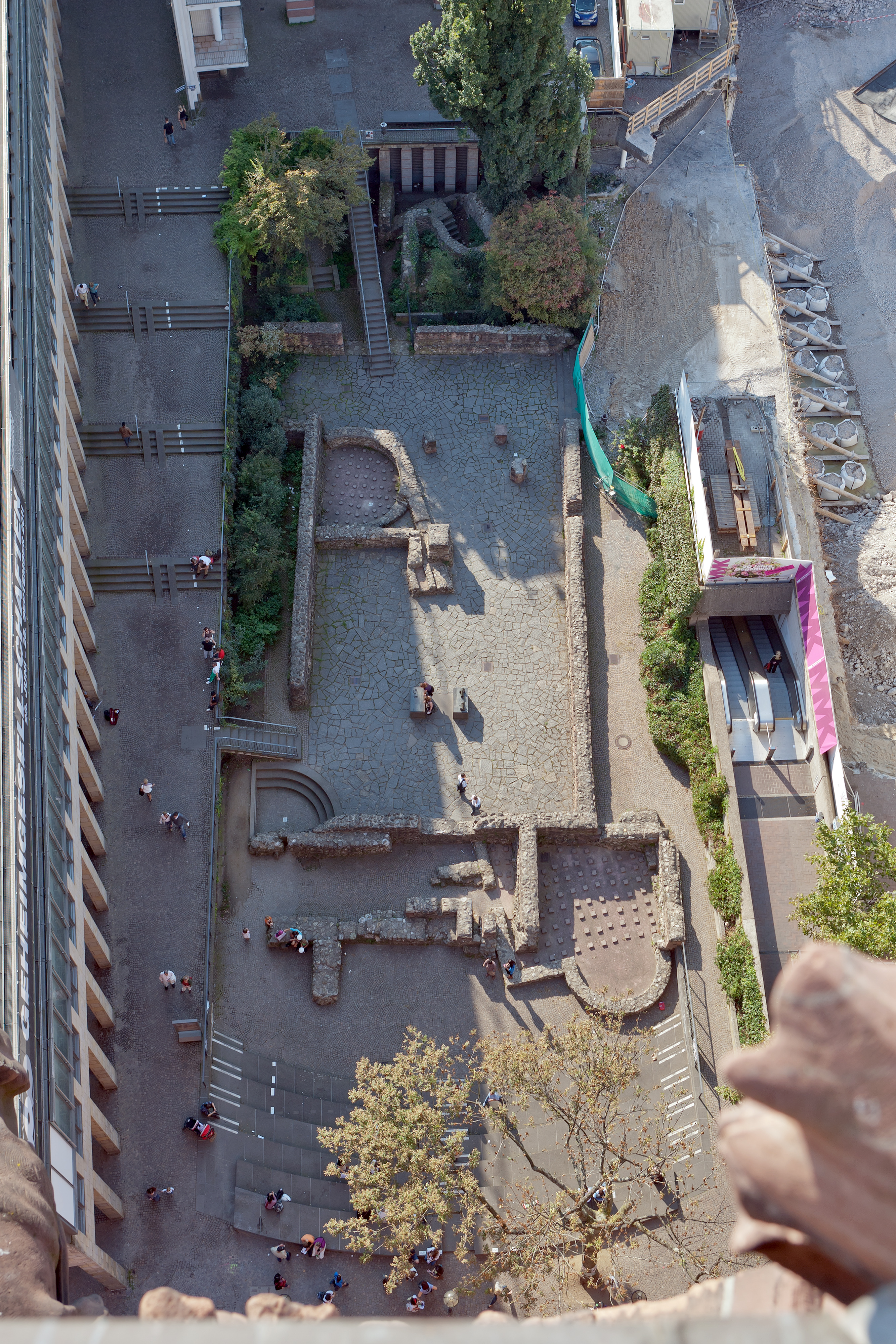
Reste der Königshalle im ehemaligen Archäologischen Garten nebst älteren und jüngeren Siedlungsspuren, vom Domturm aus gesehen, September 2011

Die Königspfalz Frankfurt, historisch inkorrekt oft auch Kaiserpfalz Frankfurt, war ein wichtiger, auf dem Frankfurter Domhügel gelegener Stützpunkt der karolingischen und ottonischen Könige und Kaiser. Sie entstand Anfang des 9. Jahrhunderts unter Ludwig dem Frommen, dem Sohn Karls des Großen, und ersetzte einen Königshof der Merowinger des 7. Jahrhunderts, die die Gegend um Frankfurt am Main ihrerseits von den Alamannen erobert hatten. In den folgenden zwei Jahrhunderten kam es wiederholt zu Umbauten und Erweiterungen der Anlage, dabei entstanden auch die Vorgängerbauten des heutigen Kaiserdoms St. Bartholomäus.
Ab dem 11. Jahrhundert verlor die Pfalz ihre Bedeutung als Residenz deutscher Herrscher. Erst in staufischer Zeit, etwa der Mitte des 12. Jahrhunderts, wurde der Ort unter Konrad III. wieder Ort von Hoftagen. Ob der nach klassischer Deutung als Königsburg errichtete, aus dieser Zeit stammende Saalhof ein direkter Nachfolgebau war, oder die Pfalz auf dem Domhügel weiter genutzt wurde, ist umstritten. Die aufgelassene Pfalz verschwand unter der nachfolgenden bürgerlichen Bebauung des Spätmittelalters. Die Pfalzkirche ersetzte schrittweise der gotische Dom.
In der frühen Neuzeit setzte die Suche nach der Pfalz ein, die Gelehrte und Wissenschaftler mangels sichtbarer baulicher Reste über Jahrhunderte mit dem Saalhof gleichsetzten. Erst nach der Zerstörung der Frankfurter Altstadt durch die Luftangriffe auf Frankfurt am Main im Zweiten Weltkrieg konnten archäologische Ausgrabungen die Pfalz an ihrem tatsächlichen Standort aufdecken. Ihre Reste wurden seit Anfang der 1970er Jahre im Archäologischen Garten präsentiert. Er wurde im Zuge des Dom-Römer-Projektes 2013 bis 2016 bei Erhalt der Funde mit dem Stadthaus überbaut. Seit August 2018 werden die Funde in der neuen Ausstellung Kaiserpfalz Franconofurd als Außenstelle des Archäologischen Museums Frankfurt präsentiert.

## Geographie und Topographie
Frankfurt am Main liegt in der Untermainebene, einem Teil der hessischen Senke, die von der oberrheinischen Tiefebene den mitteleuropäischen Graben nach Norden fortsetzt. Im Pleistozän, also zwischen 2,5 Millionen und 10.000 Jahre vor unserer Zeitrechnung, bildeten sich dort drei wesentlich zu unterscheidende Geländeebenen aus, die als Haupt-, Mittel- und Niederterrasse bezeichnet werden. Die Niederterrasse in Flussnähe ist durch Ablagerungen von Schotter und Sanden geprägt.

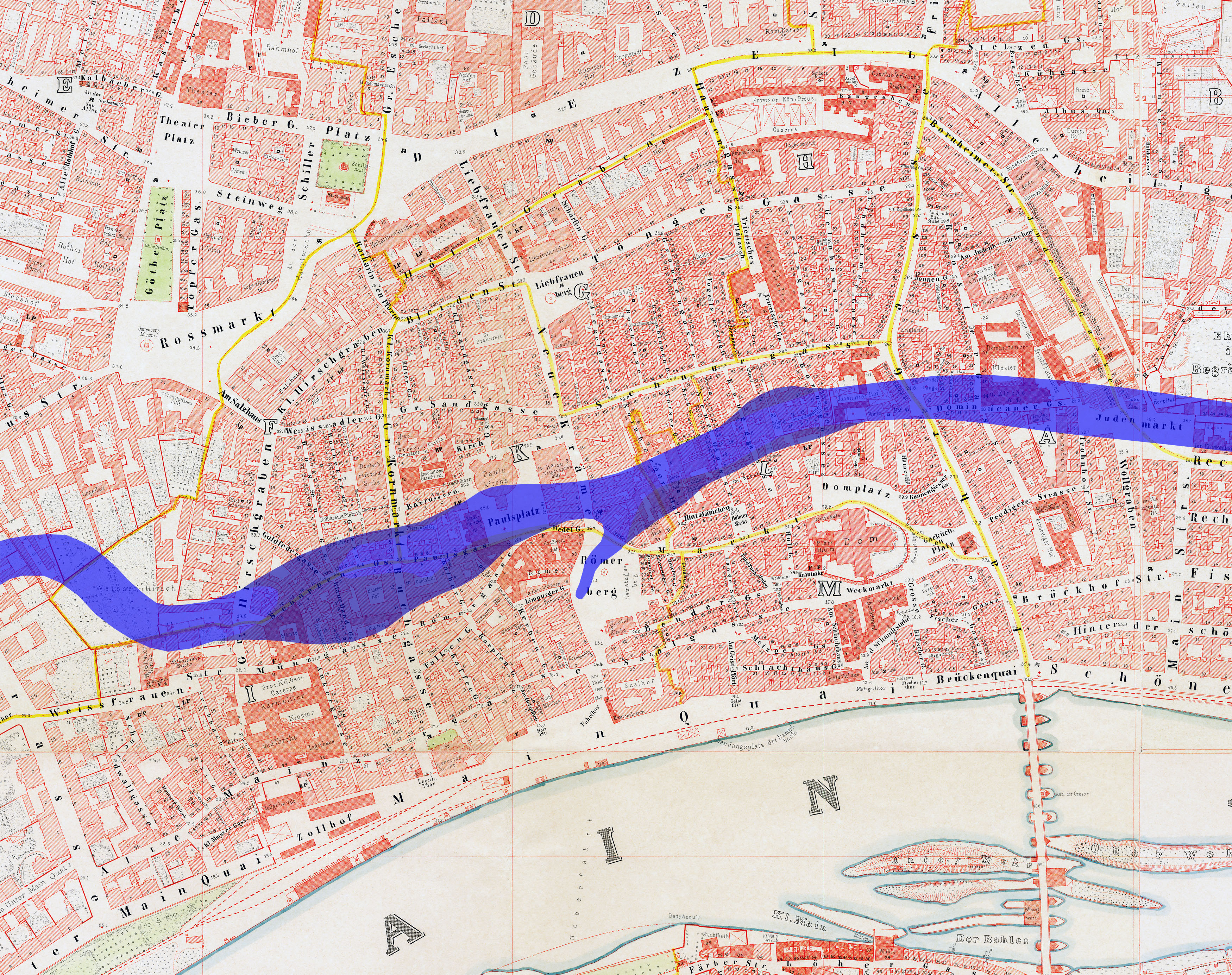
Verlauf der Braubach im Altstadtbereich
(Chromolithografie von Friedrich August Ravenstein von 1862 mit Überlagerung nach Karl Nahrgang)

Die Ebene der Hauptterrasse bildet das Plateau des Berger Rückens, die in einer geologischen Scholle als Kalksteinbarriere bis zum Sachsenhäuser Berg reichte. Die Scholle zerschnitt der Main zwischen dem Röderberg im Norden und dem Mühlberg im Süden, was eine über lange Zeit von Überschwemmungen, Sümpfen und Flussläufen geprägte Talenge begründete, welche jedoch zugleich die beste Zugangsmöglichkeit zum Fluss eröffnete.
Im Holozän setzten sich einzelne Flüsse innerhalb der Niederterrasse ab und schnitten dann allmählich in den abgelagerten Schotter, was zur Ausbildung einzelner hochwasserfreier Anhöhen führte. In der gleichen Epoche lagerte sich ausgeschwemmter Auenlehm im gesamten jetzigen Stadtgebiet ab, der heute den geologischen Untergrund sämtlicher darüber befindlicher Kulturschichten darstellt.
Der Domhügel, auf dem Königspfalz und der namensgebende Dom später errichtet wurden, war eine solche hochwasserfreie Anhöhe der Niederterrasse von etwa 325 Metern Länge und 125 Metern Breite. Im Norden schützte das Gelände ein vermoorter Altarm des Main, die Braubach, im ungefähren Zuge der heutigen Straße; im Osten, jenseits der heutigen Fahrgasse, das sumpfige Fischerfeld. Südlich begrenzte der etwa 100 Meter nördlich des heutigen Ufers verlaufende Main, und im Westen begann ungefähr am heutigen Römerberg abermals eine moorige Senke.
Nur auf Höhe des Römerberges führte ein schmaler Landsteg vom etwas weiter westlich gelegenen, ebenfalls hochwasserfreien Karmeliterhügel an der Stelle des jetzigen Klosters gefahrlos in das daher auch als Dominsel bezeichnete Gebiet. Südwestlich des Landstegs lag die von Kalkfelsen gebildete Furt etwa am heutigen Fahrtor, der Frankfurt nicht nur den Namen, sondern überhaupt seine Existenz verdankt. Sie verschwand erst im 19. Jahrhundert bei der Ausbaggerung des Mains zugunsten des zunehmenden Schiffsverkehrs.

## Geschichte

### Vorgeschichte und Vorgängerbauten
Bodenfunde zeigen eine regelmäßige Besiedelung des Domhügels seit der Jungsteinzeit, eine Siedlungskontinuität bestand spätestens seit der Spätantike. Nach der weitgehenden Zerstörung der römischen Niederlassung auf dem Domhügel im Zuge des Limesfalls ließen sich dort Mitte des 3. Jahrhunderts Alamannen nieder. Kurz nach 531 wurden diese von Franken, geführt vom Herrschergeschlecht der Merowinger, vertrieben.
Die Könige des anbrechenden Mittelalters hatten keinen festen Herrschaftssitz, sondern reisten mit ihrem großen Gefolge durch das Reichsgebiet, in dem sie eine größere Zahl von königlichen Fronhöfen besaßen. Dies war Folge eines anfänglichen Mangels an Verwaltungseinrichtungen, einer mündlichen Regierungsweise sowie der Tatsache, dass die Bewirtschaftung des gesamten Hofstabes einer Region immer nur für eine bestimmte Zeit zuzumuten war. Nur wirtschaftlich besonders leistungsfähige und zu Land und Wasser gut erschlossene Landgüter wurden durch Baulichkeiten in die Lage versetzt, auch über längere Zeiträume den königlichen Hof aufzunehmen.

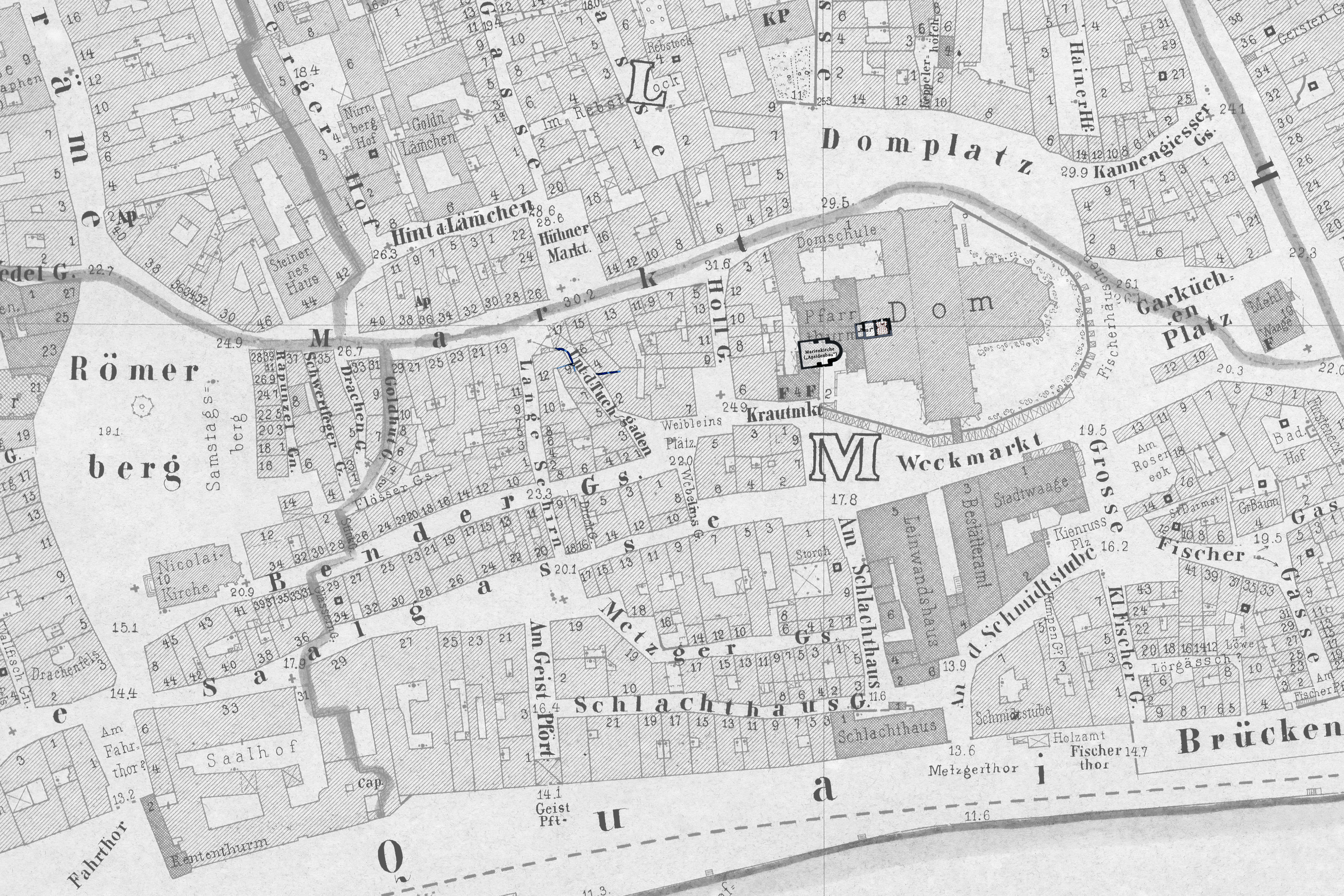
Projektion der Befunde / Teilrekonstruktion des Zustandes im 7./8. Jahrhundert auf den Stadtplan des 19. Jahrhunderts, am oberen Tuchgaden die nicht rekonstruierbaren geringen Reste profaner merowingischer Bauten
(Chromolithografie von Friedrich August Ravenstein von 1862 mit Überlagerung nach Magnus Wintergerst)

Mehrere Fronhöfe wurden in sogenannten Fiskalbezirken zusammengefasst. Im Lorscher Reichsurbar, der zwar aus dem späten 12. Jahrhundert stammt, aber Urkunden seit der Mitte des 8. Jahrhunderts wiedergibt, erscheint Frankfurt als das Zentrum eines solchen Bezirks von etwa 20 × 22 km zwischen Kelsterbach und Bürgel mit Teilen des Reichsforstes Dreieich; der Kernbezirk war zwischen Main und Nidda, Nied bis Bischofsheim mit einer nördlichen Ausdehnung bis etwa Hausen und Seckbach abzugrenzen. Nebenhöfe lagen in Griesheim, Kelsterbach, Seckbach und Vilbel.
Ein merowingischer Königshof in Frankfurt zur Verwaltung dieses weiträumigen Besitzes dürfte noch im 6. Jahrhundert relativ bald nach der fränkischen Landnahme errichtet worden sein. Anbetrachts seiner Bedeutung muss von einer weit größeren Anlage auf dem Domhügel ausgegangen werden, als die nur sehr spärlichen archäologischen Befunde – Schriftzeugnisse liegen für diese Zeit nicht vor – bisher zeigen konnten. Die karolingische Königspfalz und vor allem tief greifende spätmittelalterliche Kelleranlagen haben einen Großteil der Spuren dieser Zeit getilgt.
Ergraben wurden die Reste einer rund 11,5 Meter langen und 7 Meter breiten Marienkirche im südlichen Bereich des heutigen Domturmes, in der Forschung auch als Apsidenbau bezeichnet. Nordöstlich davon fanden sich die Fundamente eines etwa 10 Meter langen und rund 4,5 Meter breiten, mit nachrömischer Fußbodenheizung ausgestatteten Gebäudes, der sogenannte Bau I. Seine Funktion ist von der Forschung nicht völlig geklärt, zur Darstellung siehe Die Domgrabungen 1991–1993 in der Kritik.
Geringe Reste weiterer Steinbauten wurden im Bereich des ehemaligen Tuchgadens und unter dem ehemals dort befindlichen Roten Haus aufgedeckt. In ihnen ist nach jüngster Forschungsmeinung ein weiterer Rechteckbau in Ost-West-Richtung sowie westlich davon ein senkrecht dazu stehendes Gebäude mit auffälliger halbrunder Apsis oder Nische zu sehen. Keramikfunde weisen in das 7. oder 8. Jahrhundert. Die Verbindung der Bauten am Dom und am Tuchgaden ergibt eine Gesamtanlage, die sich insgesamt über fast 100 Meter Breite auf dem Domhügel erstreckte.
In dem nach Befund schon bald wieder verfallenden Bau I wurde zu Beginn des 8. Jahrhunderts ein hochadeliges Mädchen mit reichen Grabbeigaben bestattet, dessen ungestörtes Grab man erst 1992 wiederentdeckte. Das Mädchen stammte mit Sicherheit aus hohem fränkischen Adel, den der König zur Verwaltung seiner Güter eingesetzt hatte, vielleicht der Familie des zu Zeiten Karls des Großen in Frankfurt urkundlich genannten Fiskusverwalters Nantcarius, die in der Region schon seit dem frühen 7. Jahrhundert bezeugt ist.

3D-Rekonstruktion des Zustandes im 7./8. Jahrhundert
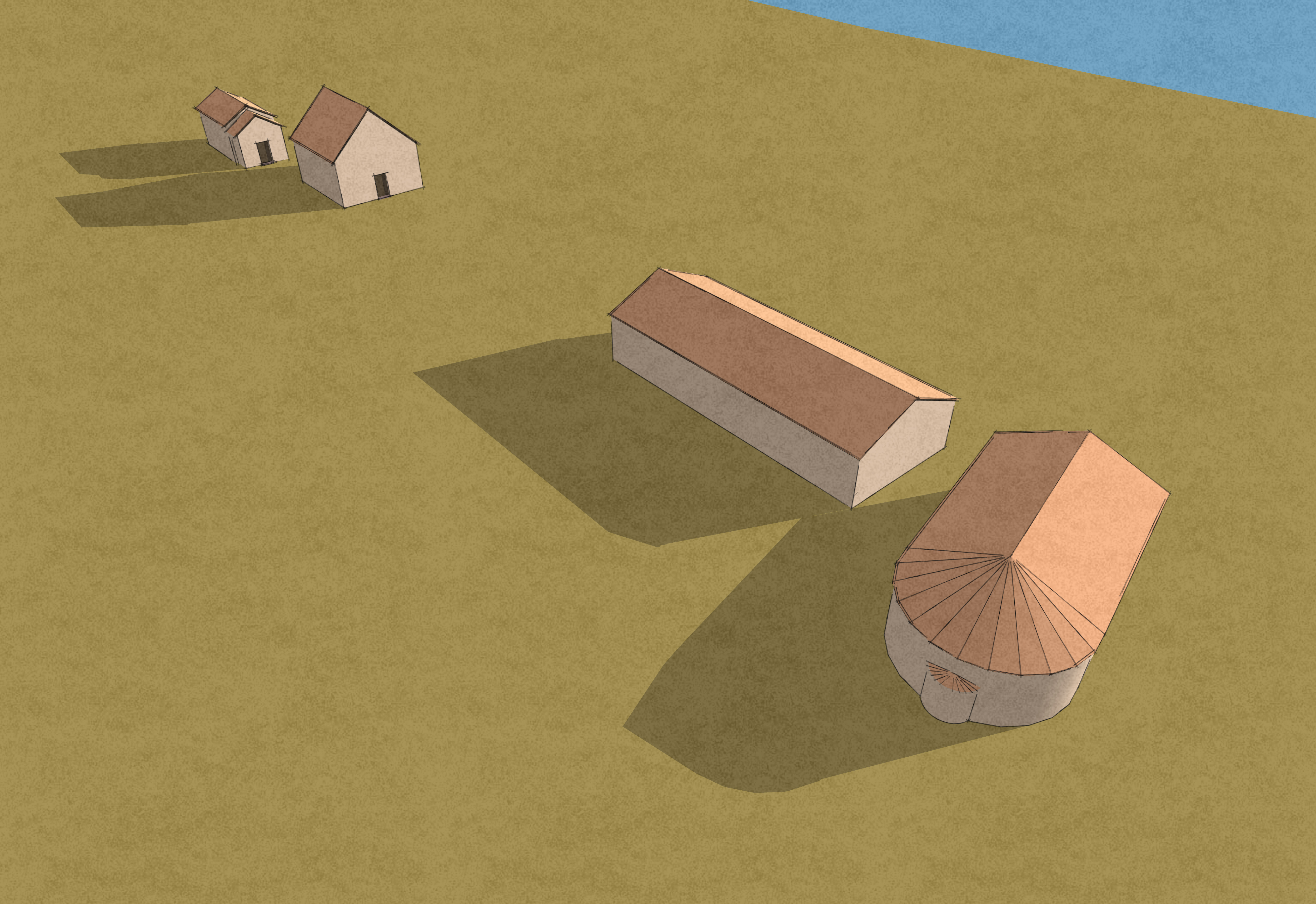
Gesamtansicht von Nordwesten
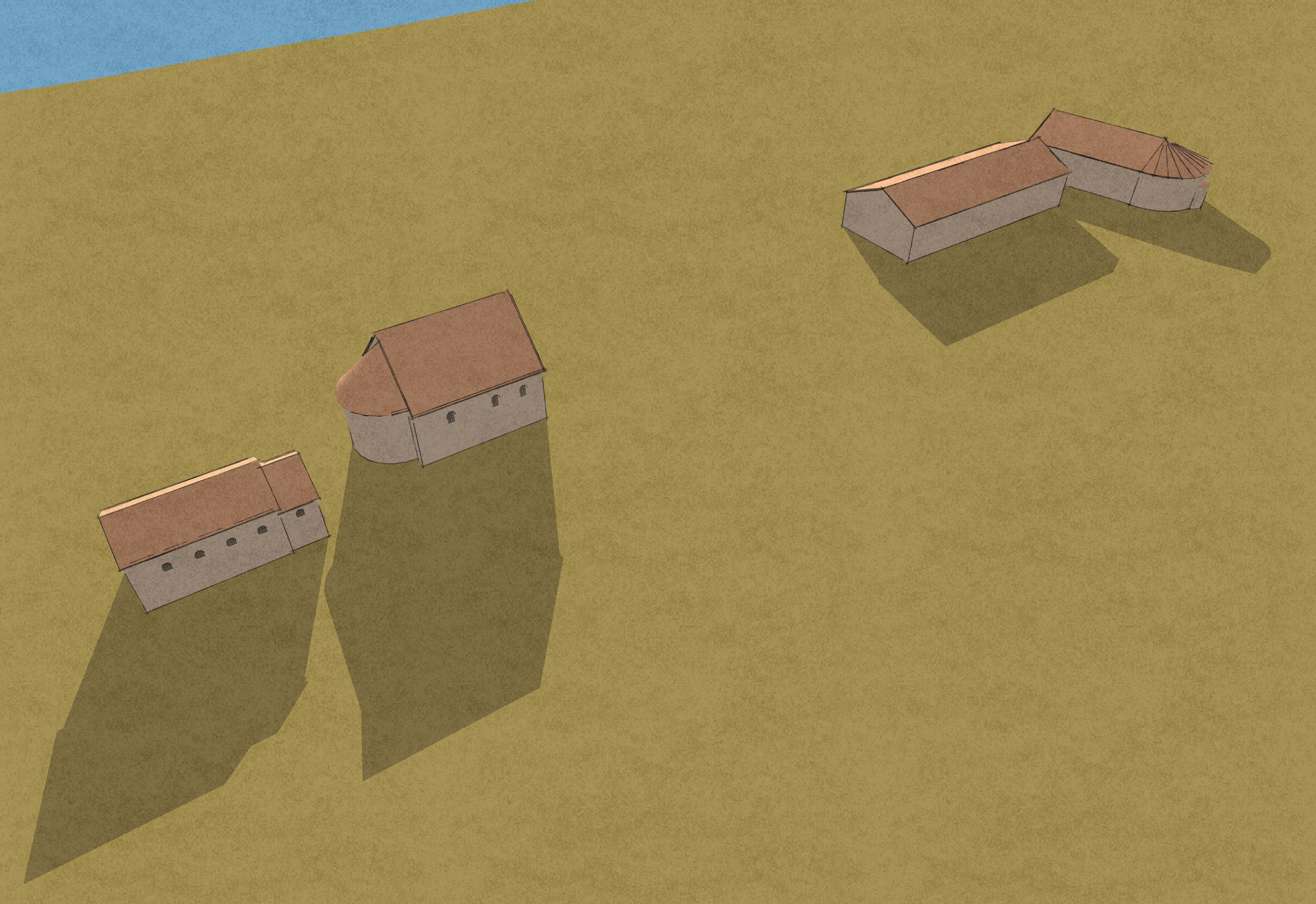
Gesamtansicht von Nordosten
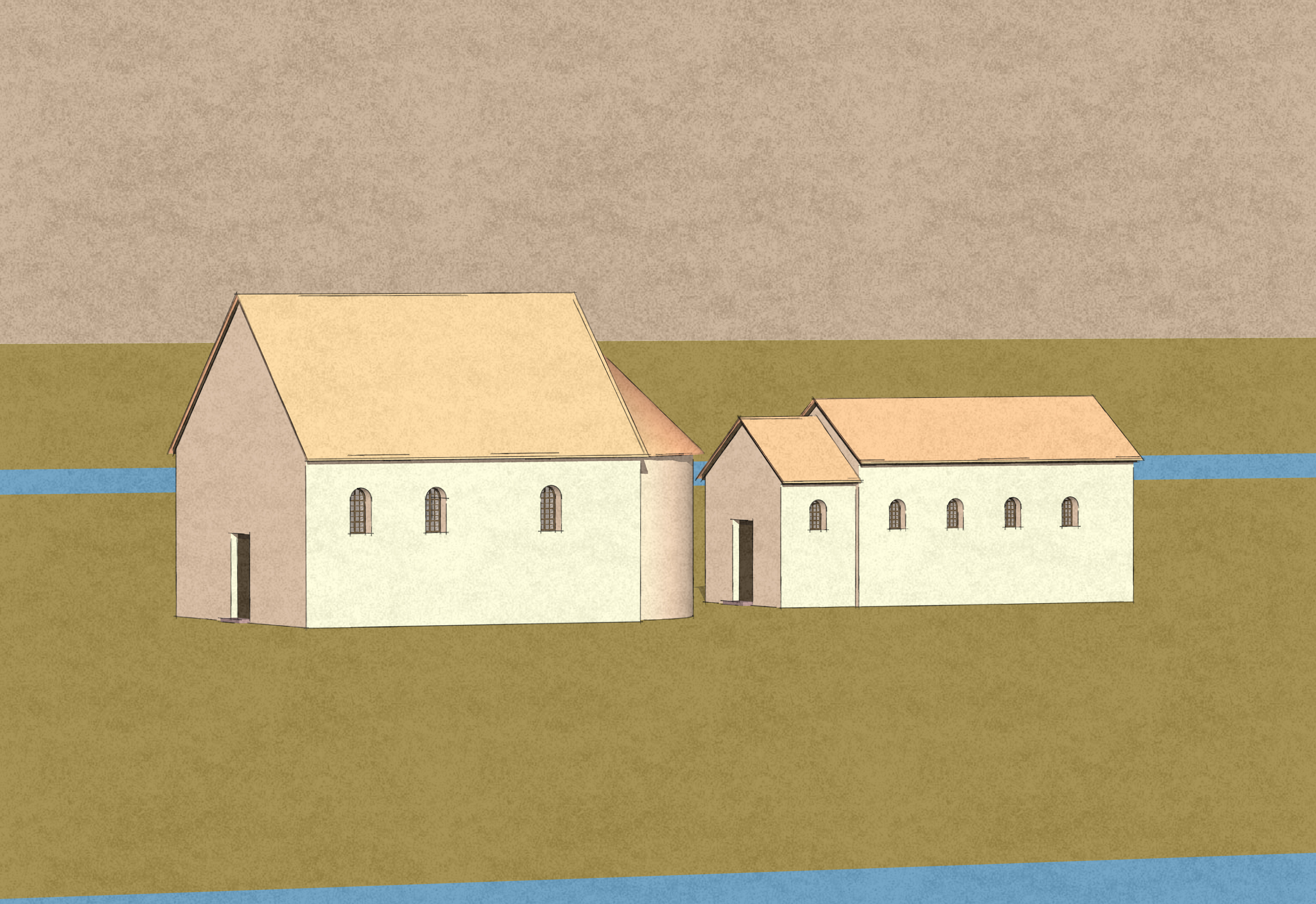
Detailansicht von Apsidenbau und Bau I von Südwesten, im Vordergrund der Main, im Hintergrund die Braubach

### Karl der Große in Frankfurt
Es liegt nahe, die Königspfalz Frankfurt mit dem legendären Gründer der Stadt, Karl dem Großen, in Zusammenhang zu bringen: Nach der Weihnachtsfeier 793 in Würzburg fuhr er den Main hinab und stellte am 22. Februar 794 „sup(er) fluvium Moin (in) loco nuncupante Francono furd“ dem Kloster Sankt Emmeram in Regensburg eine Urkunde aus, die heute das älteste original erhaltene Namenszeugnis Frankfurts darstellt. Aufgrund von nur unwesentlich jüngeren Quellen ist allerdings davon auszugehen, dass der karolingische Herrscher noch in den letzten Tagen des Jahres 793 dort eintraf und überwinterte.

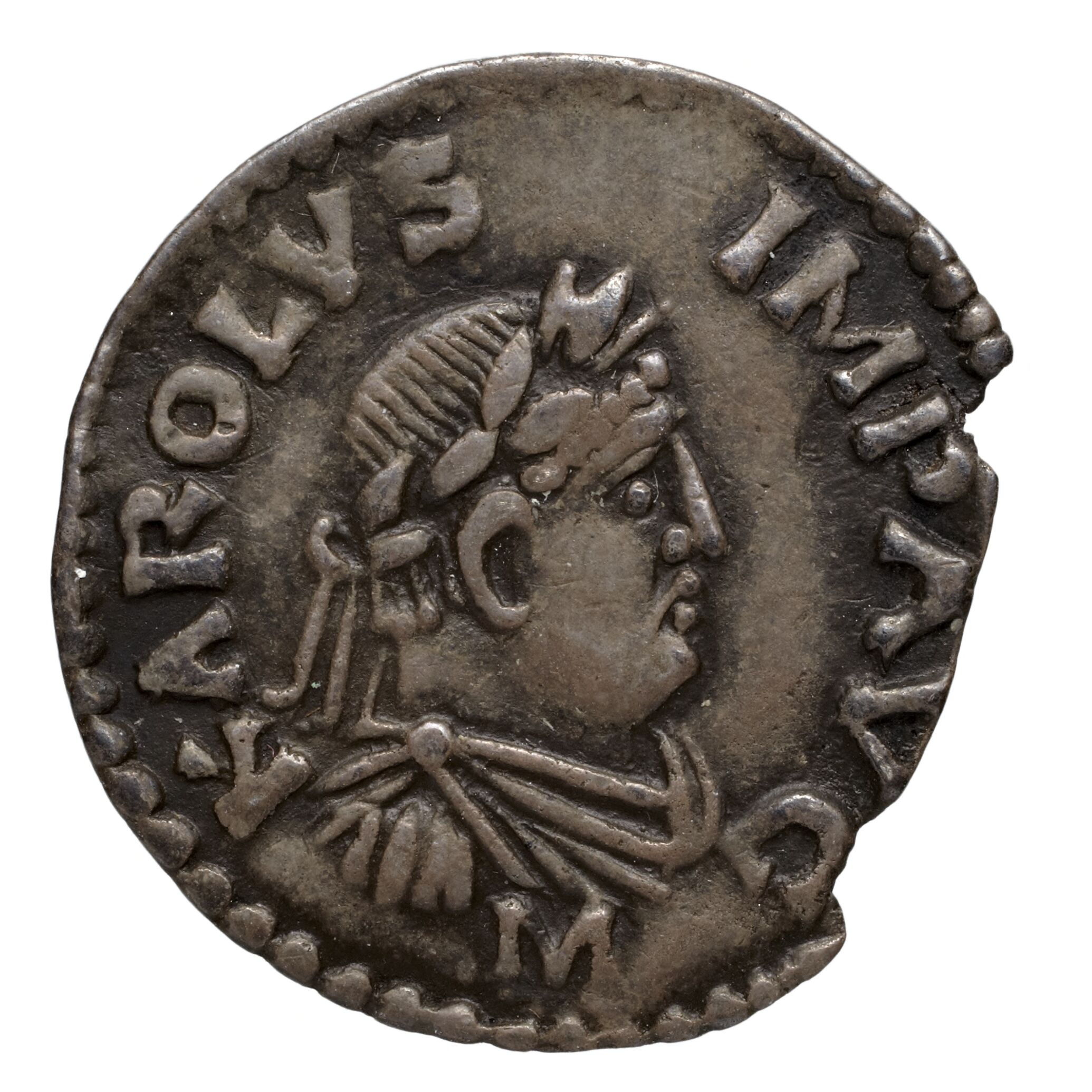
Karl der Große auf einer Münze des frühen 9. Jahrhunderts, die in Frankfurt am Main geschlagen wurde

Wichtigste Ereignisse während seines anschließenden achtmonatigen Aufenthalts waren die Feier des Osterfestes und die Synode von Frankfurt, die dort im Juni 794 mit wohl mehreren tausend Teilnehmern aus ganz Europa zu 56 geistigen und politischen Fragen tagte. Am 10. August 794 starb Fastrada, die vierte Frau Karls des Großen, die zur Bestattung nach St. Alban vor Mainz überführt wurde. Nach seiner bald darauf erfolgten Abreise kehrte er, soweit bekannt, zeitlebens nicht nach Frankfurt zurück.
Offen ist, wieso Karl der Große eine Stadt aufsuchte, die damals urkundlich aus dem Dunkel der Geschichte trat, sie zum Ort einer Synode von derartigem Rang machte, und sich dort für längere Zeit aufhielt. Spekuliert wird über eine kurzfristige, außerplanmäßige Entscheidung vor dem Hintergrund der für das Jahr 793 überlieferten Missernten, die demnach vor allem den Westen und Süden des Reiches schwer getroffen hatten. Auch war das durch Eroberungen schnell gewachsene Frankenreich in jener Zeit akut bedroht:
Von Osten drangen die Awaren, ein zentralasiatisches Reitervolk, zum wiederholten Male insbesondere gegen das erst 774 einverleibte langobardische Königreich in Italien und das 788 eroberte Bayern vor. 792/93 befand sich der Frankenherrscher daher von Regensburg aus in den Vorbereitungen für einen großen Feldzug gegen den größten Feind des Reiches. Doch die Missernten noch nicht genug fielen 793 erneut die im heutigen Norddeutschland ansässigen Sachsen sowie im Südwesten die Sarazenen ins Reich ein, weswegen der Awarenfeldzug zunächst verschoben werden musste, um gegen die Sachsen zu ziehen.
Somit empfahl sich der bis dato unbekannte, jedoch auf sicherem, schon seit Jahrhunderten als fränkisch anerkanntem Terrain gelegene fränkische Königshof vielleicht aus geographischer Hinsicht, zumal Mainz, Regensburg, Worms und Würzburg Bischofssitze waren, wo Klerus und Adel Ansprüche stellen konnten. Auch im Hinblick darauf, dass Frankfurt im Osten des Reiches von den Missernten vielleicht weniger betroffen war, eignete es sich als Ort für die Unterbringung und Verpflegung nicht nur des Hofstabes, sondern auch der anschließenden Synode.
Ob der Bau einer Königspfalz in dieser Zeit tatsächlich erfolgt war bzw. erfolgte, oder erst unter Karls Sohn, Ludwig dem Frommen, ist aufgrund der archäologischen Befunde und erhaltenen Schriftzeugnisse nicht restlos zu klären. In der Forschung überwiegt in den letzten Jahrzehnten jedoch die Meinung, dass erst Ludwig der Fromme als Bauherr tätig wurde; zur Darstellung siehe Diskurs um den Bauherren der Königspfalz. Die Synode 794 wird, der mehrheitlichen Auffassung folgend, in den Gebäuden der merowingischen Epoche stattgefunden haben. Holzbauten auf dem Domhügel, Zeltlager sowie eine Unterbringung in den übrigen königlichen Höfen des Fiskus kommen ebenfalls zur Unterbringung in Frage, können aber naturgemäß nicht mehr nachgewiesen werden.

### Bau der Pfalz unter Ludwig dem Frommen
Der Großteil der Mauern, die heute in der Kaiserpfalz Franconofurd ausgestellt sind, sind demnach die Reste der wohl 815 vom Sohn Karls des Großen in Auftrag gegebenen und spätestens bei seinem nächsten Besuch 822 fertiggestellten Pfalz. Für die Ansprüche bei der Ausführung spricht nicht nur die Tatsache, dass man dabei große Teile der merowingischen Vorgängerbauten selbst im Erdreich beseitigte, sondern auch, dass fast die kompletten Umfassungsmauern trotz der massiven Eingriffe der späteren mittelalterlichen Bebauung bis heute überdauert haben.

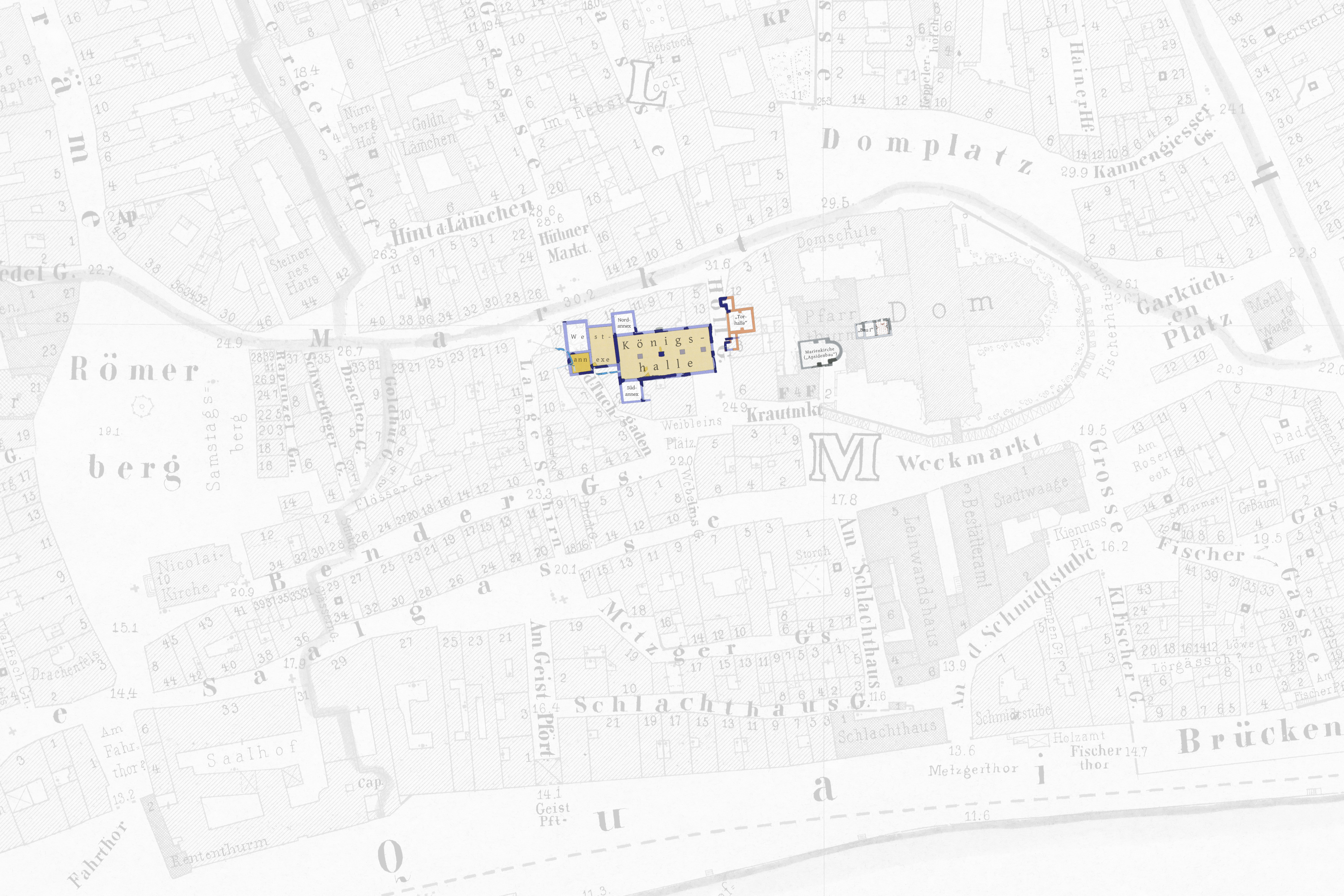
Projektion der Befunde / Teilrekonstruktion des Zustandes um 822 auf den Stadtplan des 19. Jahrhunderts
(Chromolithografie von Friedrich August Ravenstein von 1862 mit Überlagerung nach Magnus Wintergerst)

Die Fundamente bestehen aus hammerrechten Kalk- und Basaltlavastücken; das aufgehende Mauerwerk setzt sich, unregelmäßig, teilweise aus Sandsteinquadern, teilweise aus Basalt-, Kalk- und Sandbruchsteinen zusammen. An der besonders gut erhaltenen Nordostecke ist eine Eckquaderung aus sorgfältig bearbeiteten Sandsteinen zu beobachten. Im Zusammenhang mit der Uneinheitlichkeit des übrigen Mauerwerks deutet dies darauf hin, dass der Bau einst weitgehend verputzt und nur die Eckquaderung steinsichtig belassen war. Der weißliche und kiesreiche Kalkmörtel wurde bereits in den Fundamenten gußartig eingeschüttet und weist noch heute eine betonähnliche Härte auf.
Der Hauptbau, die aula regia, also Königshalle, stellte ein 28,3 Meter langes und 14,4 Meter breites Gebäude dar. Aufgrund der Mächtigkeit der Mauern von rund 0,9 Metern und der Tatsache zumindest eines ergrabenen Innenpfeilers gilt eine ursprüngliche Zweistöckigkeit als gesichert. Der Sitz des Herrschers war im Osten des Obergeschosses anzunehmen. An der Westseite des Gebäudes schlossen gleichartige, quadratische Anbauten im Norden und Süden an, die vielleicht als Treppenhäuser für die Bewirtschaftung des Thronsaals dienten. Das Haupttreppenhaus mit Vorhalle wird in einem weiteren, archäologisch nur schwach belegter Baukörper an der Westwand gesehen. Jener porticus, „per quam gradatim ascensus et descensus est in palatium“, wurde 979 von Kaiser Otto II. dem Bischof Hildebald von Worms geschenkt, was als schriftliche Bestätigung der Zweistöckigkeit der Königshalle gilt.
Interessant ist der Vergleich mit anderen Pfalzbauten der Karolingerzeit, etwa in Aachen, Ingelheim oder Paderborn. Die Aulen der älteren Pfalzen in Aachen und Ingelheim waren eingeschossige Bauten nach antikem Vorbild, noch am ehesten vergleichbar ist die zwar auch ältere, ab 776 errichtete, aber ebenfalls zweigeschossige und auch von den Maßen her ähnliche Königshalle in Paderborn. Insbesondere bei der Betrachtung späterer salischer und vor allem staufischer Pfalzen bzw. Burgen wie etwa Gelnhausen oder selbst Goslar gibt es aber auffallende Ähnlichkeiten: der Palas in Gelnhausen hat nahezu identische Abmessungen, der in Goslar ist zwar fast doppelt so lang, aber nur geringfügig breiter. Damit war die Frankfurter Pfalz wohl einer der ersten Vertreter eines eigenständigeren, stärker von den antiken Vorbildern gelösten progressiven Typus von zukunftsweisender Wirkung.
Östlich der Königshalle war noch eine Torhalle errichtet worden, deren zeitgenössische Funktion von der Forschung nicht eindeutig geklärt ist. Auffällig ist ihr leichter Versatz nach Norden gegenüber dem Pfalzgebäude, wodurch die Bauflucht des Apsidenbaus bewusst respektiert wurde. Wahrscheinlich handelte es sich um den Auftakt zu einer Kirchenanlage mit Atrium, die in der Regierungszeit Ludwigs des Frommen, vielleicht wegen der Streitigkeiten mit seinen Söhnen, nicht mehr realisiert werden konnte.
Mit der Geburt Karls des Kahlen aus Ludwigs zweiter Ehe mit Judith wurde die Frankfurter Pfalz 823 Ort eines Ereignisses, das Erschütterungen von europäischer Dimension auslösen sollte: 817 hatte er mit der Ordinatio imperii eine Nachfolgeregelung verabschiedet, die erstmals entgegen fränkischer Tradition nach seinem Tod keine klassische Reichsteilung nach fränkischer Tradition bedeutet hätte. Stattdessen erhob er noch zu Lebzeiten seinen ältesten Sohn Lothar I. zum Mitkaiser und Nachfolger, seine jüngeren Söhne Pippin I. und Ludwig den Deutschen zu nachrangigen, jedoch mit eigenen Teilreichen ausgestatteten Königen.
Wohl unter dem Einfluss von Judith änderte Ludwig die Nachfolgeregelung zugunsten von Karl, für den er mit Schwaben ein neues Teilreich schaffen wollte. 830 und 833 erhoben sich die drei Söhne aus erster Ehe gegen ihren Vater, erkannten ihn jedoch 834 wieder an. Nach dem unerwarteten Tod von Pippin Ende 838 erhob sich sein ältester Sohn gegen ihn, weil dieser bei der nun getroffenen Erbregelung abermals benachteiligt wurde. Im anschließenden Winter 838/39 hinderte Ludwig der Deutsche seinen Vater dann auch militärisch daran, diesen in der Frankfurter Pfalz zu verbringen. Dies geschah zum wiederholten Male: bereits 833/34 hatte er Frankfurt kurz besetzt, was die steigende strategische Bedeutung der Pfalz als Brückenkopf für das Ostfrankenreich aufzeigt. Erst im Januar 839 konnte Ludwig der Fromme über den Rhein setzen, die Truppen des Sohnes zurückdrängen und in Frankfurt einziehen, wo er noch bis in die Fastenzeit blieb.
Im Sommer 840 hielt er sich wenige Monate vor seinem Tod zum neunten und letzten Mal in seinem Leben in der Frankfurter Pfalz auf und hatte diese im Gegensatz zu seinem Vater im Durchschnitt auch alle zwei bis drei Jahre aufgesucht. Mit der Reichsteilung von Verdun 843 kehrten zumindest für einige Jahre wieder klare Verhältnisse und Frieden in Mitteleuropa ein. Ludwig der Deutsche wurde König des Ostfrankenreichs und damit Nutznießer der Frankfurter Pfalz.

### Salvatorkirche und -stift
Trotz seines über ein Jahrzehnt währenden Streits mit dem Vater, erfüllte Ludwig der Deutsche dessen Wunsch, Frankfurt am Main mit einem angemessenen Sakralbau auszustatten. Im Bereich des Langhauses des heutigen Kaiserdomes entstand die wohl um 843 begonnene und 852 vom Mainzer Erzbischof Rabanus Maurus geweihte Salvatorkirche, in der Forschung (vor dem Hintergrund eines bis vor kurzem angenommenen Bau II an etwa gleicher Stelle, siehe Die Domgrabungen 1991–1993 in der Kritik) auch als Bau III bezeichnet.

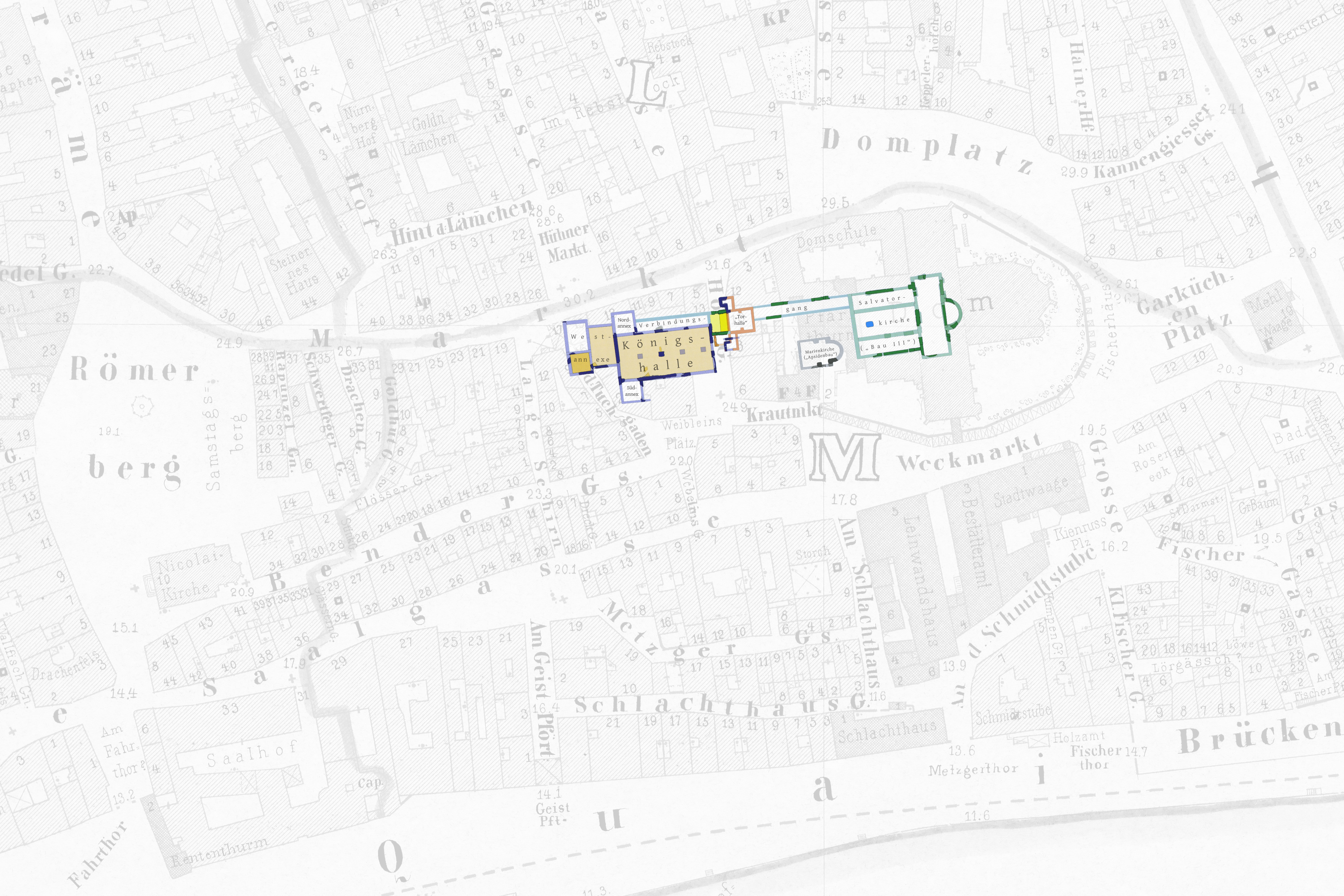
Projektion der Befunde / Teilrekonstruktion des Zustandes um 855 auf den Stadtplan des 19. Jahrhunderts
(Chromolithografie von Friedrich August Ravenstein von 1862 mit Überlagerung nach Magnus Wintergerst)

Durch die Weihenachricht handelt es sich bei der Salvatorkirche um das älteste Gebäude auf dem Frankfurter Domhügel überhaupt, das sowohl genau zu datieren als auch eindeutig einem Bauherren zuzuordnen ist. Auch ist es archäologisch durch zahlreiche Grabungskampagnen seit dem 19. Jahrhundert in großen Teilen hervorragend dokumentiert und zu rekonstruieren:
Typologisch stellte das Bauwerk eine dreischiffige Basilika mit direkt an das Querschiff angesetzter, halbrunder Ostapsis dar. Das Querschiff war in Anlehnung an antike Vorbilder „durchgeschoben“ gestaltet, es wies also die gleiche Höhe wie das Mittelschiff auf. Der Beweis dafür ist die Tatsache, dass die Vierung in der Verlängerung der Mittelschiffsmauern bei diesem Bautyp nicht ausgeschieden war, wofür archäologisch keine Mauervorlagen nachgewiesen werden konnten.
Die Innenmaße der Kirche betrugen 29,80 Meter Länge bei 22,20 Metern Breite. Die Ostapsis wies mit 7,20 Metern exakt dieselbe Breite wie das Mittelschiff auf, die Seitenschiffe dürften etwa 4,20 bis 4,30 Meter breit gewesen sein. Eine Trennung von Mittel- und Seitenschiffen durch Pfeilerreihen gilt durchaus als gesichert, über ihre Anzahl und Ausformung kann jedoch nur spekuliert werden, da hierzu bisher keine archäologischen Funde gemacht werden konnten.
Einzig zum Westwerk fehlen nahezu jegliche archäologische Befunde des 9. Jahrhunderts, da diese durch spätere Umbaumaßnahmen zerstört sind. In Analogie zu vergleichbaren Kirchenbauten der Zeit ist es am ehesten als einfache gerade Fassade zu rekonstruieren, die im Norden den Haupteingang in das nördliche Seitenschiff eröffnete. An die unter Ludwig dem Frommen noch unvollendeten Torhalle östlich der Königshalle wurde zeitgleich ein Gang angesetzt, der dem Herrscher durch ebendieses Tor den überdachten Weg zum neuen Kirchbau ermöglichte.
Auffällig ist, dass die Mittellinie der neuen Basilika genau mit dem Grab des merowingischen Mädchens fluchtete, das dort vor mittlerweile fast 300 Jahren seine letzte Ruhe gefunden hatte. Wohl bewusst blieben sowohl das Grab als auch die Reste des bereits im 7. Jahrhundert wieder verfallenen Bau I unversehrt im Boden erhalten. Grabfunde zeigen zudem, dass um die neue Kirche abermals ein Friedhof entstand, nachdem ein solcher des 8. und vielleicht noch der ersten Hälfte des 9. Jahrhunderts um das Mädchengrab herum angelegt worden war.
Zeitgleich mit der Weihe der Basilika wurde in der Tradition und als Ersatz für das an Lotharingien gefallene Aachen ein Kollegiatstift von zwölf Klerikern begründet. Ludwig der Deutsche stattete es reich mit Königsgut im ganzen Rhein-Main-Gebiet aus, das die Grundlage der bedeutenden Stellung im Heiligen Römischen Reich bildete, welche das Stift in den 950 Jahren seines Bestehens wahren konnte. Im Gegensatz zur Salvatorkirche, die im Spätmittelalter ihr Patrozinium zugunsten des Heiligen Bartholomäus und damit ihren Namen änderte, behielt das Frankfurter Stift stets seine Gründungsbezeichnung als Salvatorstift bei.
In den ersten Jahrhunderten seines Bestehens bestand naturgemäß eine enge Bindung des Stiftes an die regelmäßig in Frankfurt einkehrenden Herrscher, die wohl bis zum Ende der Ottonenzeit auch die Äbte – die späteren Stiftspröpste – bestellten. In salischer Zeit vollzog sich dann ein Übergang in den Einflussbereich des Mainzer Erzbischofs. Bereits Mitte des 12. Jahrhunderts waren diese Verhältnisse so verfestigt, dass die im Pfalzort tätig werdenden staufischen Herrscher nicht einmal mehr den Versuch unternahmen, Rechte am Stift zurückzufordern.

### Blütezeit der Pfalz
Mit dem Bau der Salvatorkirche und der Einrichtung des Stiftes war die Königspfalz Mitte des 9. Jahrhunderts nicht nur baulich vollendet, sondern nun auch in der Lage, dort alle kirchlichen Feste und anderen bedeutenden Ereignisse in einem repräsentativen Rahmen abhalten zu können. Bei seinem Tod in der Frankfurter Pfalz 876 hatte sich Ludwig der Deutsche während seines Lebens dort nachweislich wenigstens 34 Mal aufgehalten. Damit war der Ort neben Regensburg zu seiner Hauptpfalz aufgestiegen, die der zeitgenössische Geschichtsschreiber Regino von Prüm sogar als „principalis sedes orientalis regni“, bezeichnete.
Wichtige Ereignisse in der Regierungszeit Ludwigs des Deutschen während seiner Frankfurter Aufenthalte waren die Königserhebung von Lothar II. über das nach ihm benannte Lotharingien anlässlich der Reichsteilung von Prüm im Jahre 855; Hoftage in den Jahren 859, 865, 866, 870, 871, 873 und 876 sowie Heeresversammlungen anlässlich von Feldzügen in den Jahren 858, 862 und 867. Auch zahlreiche dort abgehaltene vor allem Oster- und Weihnachtsfeiern fallen in diese Jahre.
Das Frankfurt dieser Zeit bestand natürlich nicht nur aus den Steinbauten der Pfalz: am späteren Hühnermarkt wurden Steinfundamente, vielleicht von einfachen Fachwerkhäusern, am heutigen Römerberg Reste von Grubenhäusern aufgedeckt. Sie dienten unfreien Königsleuten, die als Bauern und Handwerker tätig waren, zur Unterkunft. Von dort betrieben sie die Bewirtschaftung von Forst und Wiesen sowie Fischerei, Tier- und Vorratshaltung zur Instand-, Unter- und Verwaltung von Pfalz und Stift. Da Besucher der Pfalz nicht mitversorgt wurden, sondern für den Unterhalt von sich und des umfangreichen Gefolges selber aufkommen mussten, ist auch schon im 9. Jahrhundert die Existenz eines Marktes sowie eines Hafens am Main anzunehmen.
In der Tradition seines Vaters wies Ludwig der Deutsche schon zu Lebzeiten bei der Reichsteilung 865 seinem zweiten Sohn Ludwig III. das Ostfrankenreich zu. Es bestand damals schon aus Franken, Sachsen und Thüringen. 869 starb der in Frankfurt zum König erhobene Lothar II. ohne legitimen Nachkommen, weswegen sein Reich – Lotharingien – 870 im Vertrag von Meerssen zwischen West- und Ostfranken verteilt wurde. Die großen Gebiete, die Ludwig der Deutsche dabei gewinnen konnte, sprach er ebenfalls Ludwig III. zu.
Der Tod Ludwigs des Deutschen weckte anlässlich der Größe dieses Erbteils sofort die Begehrlichkeiten des in Frankfurt geborenen Karls des Kahlen, dem Herrscher des Westfrankenreichs. Dessen Gebiet umfasste mittlerweile einen Großteil des heutigen Frankreichs, über das Karl seit Dezember 875 auch als römischer Kaiser herrschte. Nachdem er bereits den Vertrag von Meerssen nur widerwillig akzeptiert hatte, wollte er sein Reich nun militärisch auch um das östliche Lotharingien und damit bis an den Rhein ausdehnen.
Die folgende verheerende Niederlage in der Schlacht bei Andernach war nur der Beginn einer für das Westfrankenreich verheerenden Entwicklung, an deren Ende 880 der Vertrag von Ribemont stand, in dem die Enkel Karls des Kahlen in militärischer Bedrängnis auch noch das westliche Lotharingien an den Sohn Ludwigs des Deutschen abtreten mussten. Damit stand die Westgrenze zwischen dem späteren Frankreich und dem Heiligen Römischen Reich, die bis in die frühe Neuzeit unverändert bleiben sollte, fest.

### Erweiterungen in ottonischer Zeit und Niedergang

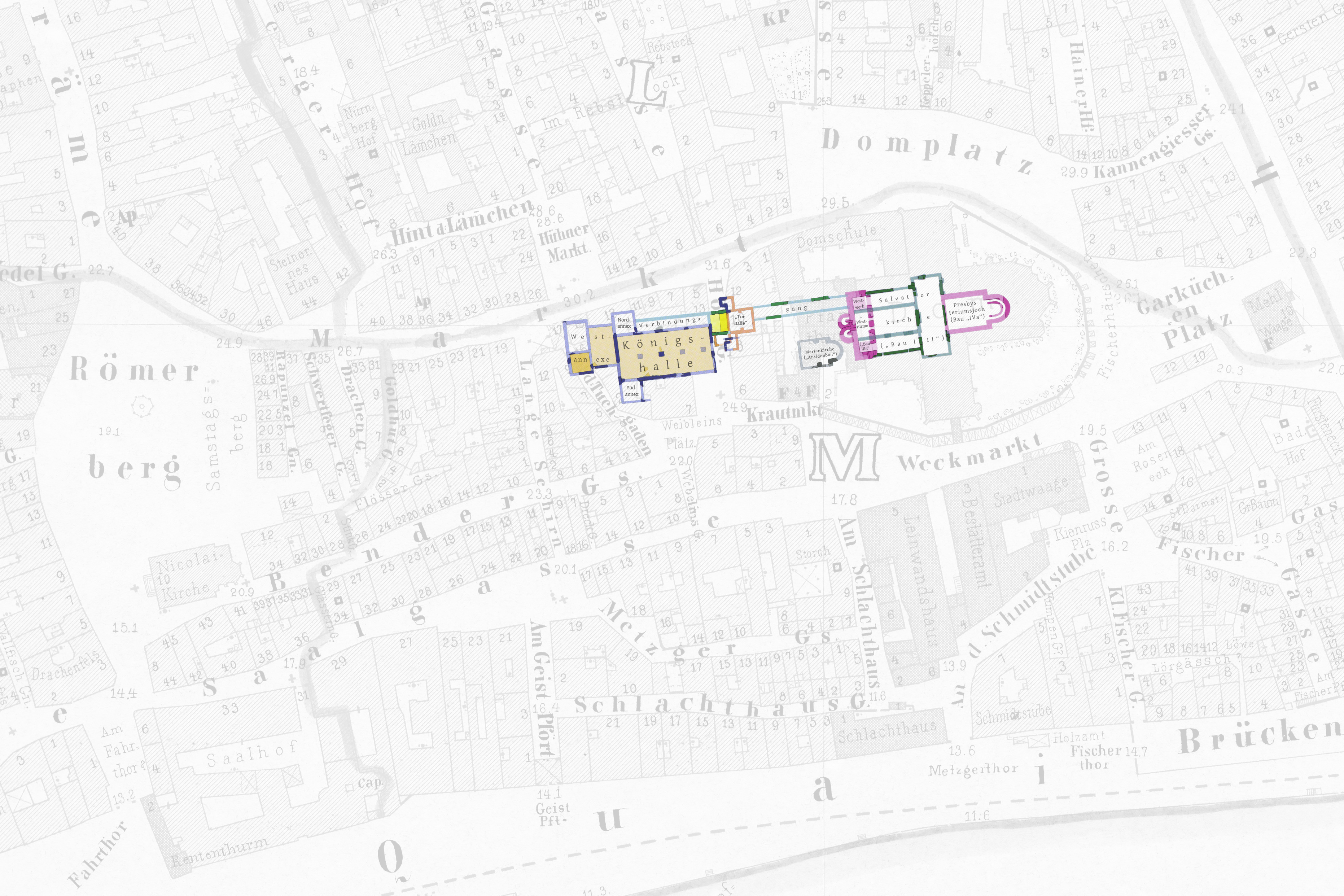
Projektion der Befunde / Teilrekonstruktion des Zustandes um 1000 auf den Stadtplan des 19. Jahrhunderts
(Chromolithografie von Friedrich August Ravenstein von 1862 mit Überlagerung nach Magnus Wintergerst)

Spätestens um das Jahr 1000 wurde die Pfalzanlage und die darum anzunehmende kleine Siedlung unter den ottonischen Herrschern mit einer Mauer umgeben. Der Zentralbezug der Mauer auf die Pfalz als auch der urkundlich bezeugte regelmäßige Besuch des sächsischen Herrschergeschlechts lässt die gegenüber den Karolingern ungebrochene Bedeutung von Frankfurt am Main erkennen. Insgesamt 40 Aufenthalte machten die dortige Anlage zusammen mit der in Ingelheim zur bedeutendsten ihrer Zeit im Rhein-Main-Gebiet. In die gleiche Epoche fallen auch größere Umbauten an der Salvatorkirche:
Die alte Apsis im Osten wurde durch rechteckiges Presbyteriumsjoch mit gestelzter, halbrunder Apsis ersetzt. Im Westen erhielt das Gebäude ein Westwerk mit Empore, wobei auch das Merowingergrab unter Pfeilerfundamenten verschwand. Es liegt nahe ein, dass das sächsische Adelshaus im Gegensatz zum fränkischen Adelsgeschlecht dazu keinen Bezug mehr herstellen konnte. Dem Westwerk vorgesetzt waren direkt nebeneinander stehende Zwillingstürme, die vermutlich die Empore erschlossen und auch als Glockentürme dienten. Der Abstand zur merowingischen Marienkirche wurde damit weiter reduziert, ein Abbruch kann trotz seiner ungeklärten Bestandsdauer zumindest im Zusammenhang mit dem ottonischen Ausbau der Salvatorkirche jedoch ausgeschlossen werden.
Unter der Dynastie der Salier verlor Frankfurt am Main – gemessen an den Königsbesuchen – rapide an Bedeutung. Die Synode von 1027 unter dem gerade gekrönten Kaiser Konrad II. stellte das letzte große Ereignis des 11. Jahrhunderts dar. Bis zum ersten Besuch eines staufischen Herrschers im Jahr 1140, also in über 100 Jahren, sind nur noch fünf weitere Königsaufenthalte nachzuweisen.
Die Gründe für diese Veränderung sind unbekannt, in der Forschung ist der Zeitpunkt, an dem sich eine archäologisch belegbare Brandkatastrophe ereignete ebenso umstritten wie der des endgültigen Abbruches und der Überbauung der Pfalz; zur Darstellung siehe Diskurs um den Niedergang der Königspfalz. Die Tendenz geht dahin, dass die westlichen Annexbauten der Königshalle früher abgingen und überbaut wurden als die Königshalle selbst. Dies würde befriedigend erklären, dass sich nur die auf dem Osten des einstigen Pfalzgeländes entwickelten, bis 1944 erhaltenen Bauten und Straßen an den einstigen Karolingerbauten orientierten.
Mit der Rückkehr der Staufer nach Frankfurt verbunden ist die Frage nach dem Ort ihrer zahlreichen Aufenthalte und Reichstage. Als einziger teilweise überlieferter nichtkirchlicher Bau dieser Zeit im Altstadtgebiet wird traditionell der Saalhof, südwestlich des Domhügels am Main gelegen, als eine Königsburg gesehen, die die demnach nicht mehr genutzte Königspfalz ablöste. Sowohl Widersprüche bezüglich seiner Datierung als auch Dimensionierung geben aber Anlass zu der alternativen Deutung, ob er nicht eher der Sitz eines Burgvogts oder einer anderen hochgestellten Persönlichkeit war; zur Darstellung siehe Beziehung zum Saalhof.
In diesem Fall hätte ein drittes, unbekanntes Gebäude – vielleicht im Bereich des Römerberges – oder vor dem Hintergrund des fraglichen endgültigen Abgangs der alten Königspfalz diese auch den Staufern noch für die vorgenannten Zwecke gedient. Wenig später kamen klassische Pfalzen mit der Ausbildung von Residenzen ohnehin außer Gebrauch. Die sich im Spätmittelalter ausbreitende, engzeilige Bebauung des Domhügels mit Bürgerhäusern konservierte die Reste der karolingisch-ottonischen Anlage vor allem dadurch, dass sie sich ihre massiven Mauern für Kelleranlagen zu Nutze machte.
In der gleichen Zeit verschwanden mit dem sukzessiven gotischen Neubau des Domes auch die sakralen Bauten der einstigen Königspfalz aus dem Stadtbild. Während die karolingische Salvatorkirche wohl spätestens im Laufe des 14. Jahrhunderts weichen musste, blieb die merowingische Marienkirche vielleicht noch bis 1415 erhalten – in jenem Jahr erfolgte an ihrer Stelle die Grundsteinlegung des Domturms. Dessen Fundamente setzen nach archäologischem Befund direkt auf den vorgefundenen Resten der Kirche auf.

## Forschungsgeschichte

### Die Suche nach der Pfalz

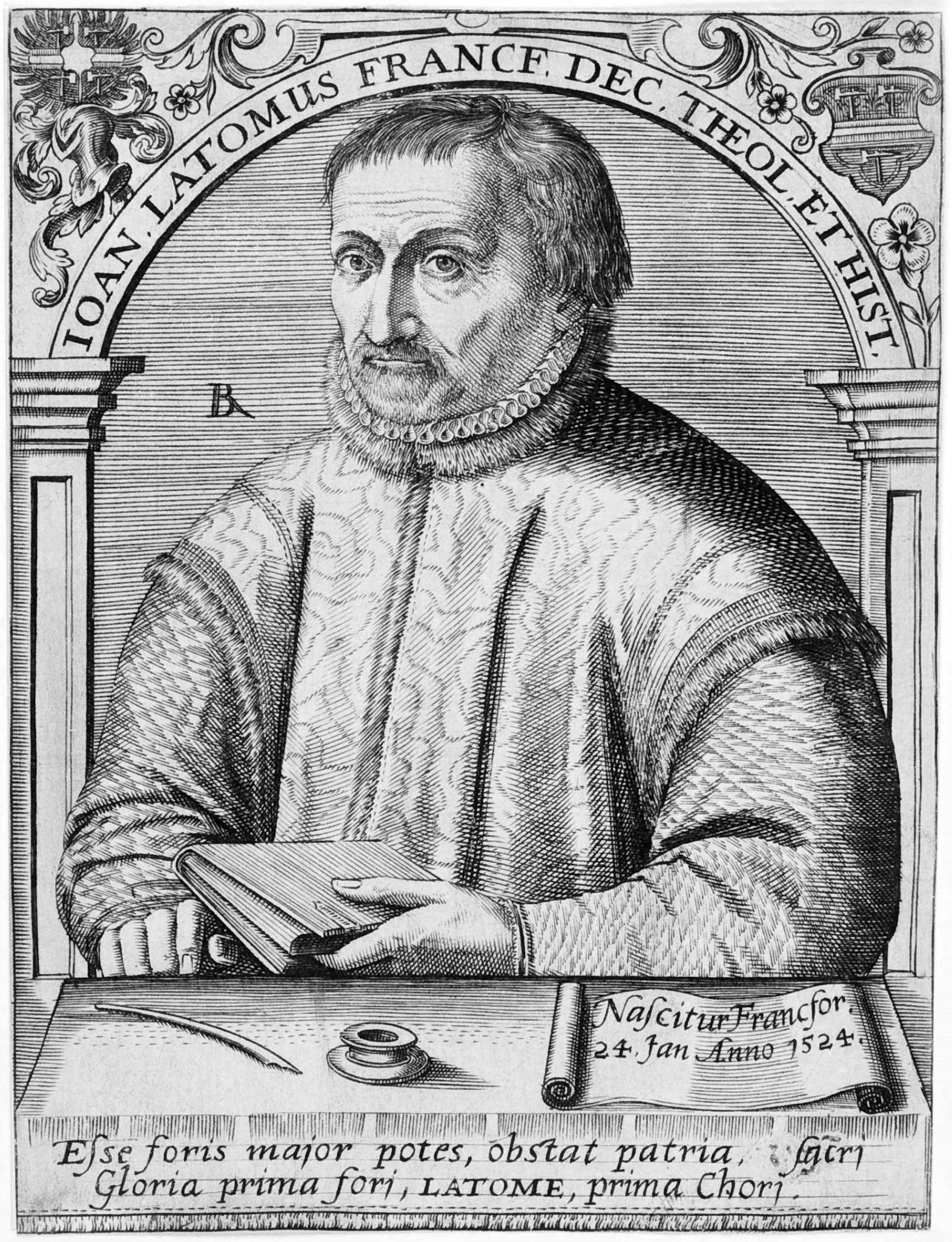
„Vater“ der Suche nach der Königspfalz: Johannes Latomus, wohl um 1560
(Kupferstich von Theodor de Bry nach Vorlage von Jean-Jacques Boissard)

Im Zuge des Humanismus erwachte zu Beginn der frühen Neuzeit auch in Frankfurt am Main allmählich ein Interesse am Ursprung der Stadt und die Suche nach der urkundlich erwähnten Pfalz, beginnend mit dem Stiftsdekan und Historiker Johannes Latomus im Jahr 1562. Das seinerzeit einzige, besonders altertümlich wirkende und frei stehende Bauwerk im Zentrum der Altstadt war jedoch offenbar der Saalhof, den er folglich mit dem Bau Ludwigs des Frommen gleichsetzte.
Anfang des 18. Jahrhunderts folgte der Chronist Achilles Augustus von Lersner, führte aber zusätzlich eine „Zwei-Pfalzen-Theorie“ mit der Vermutung ein, eine eigenständige, von Karl dem Großen erbaute Pfalz an der Stelle der Leonhardskirche zu lokalisieren. Zur Grundlage seiner Annahme machte er die Urkunde von 1219, mit der der staufische Herrscher Friedrich II. den Boden, auf dem die Kirche entstehen sollte, der Bürgerschaft schenkte. In der Urkunde ist die Rede von „area seu curtis“. Auszuschließen ist ein Vorgängerbau bisher tatsächlich nicht, da an der ältesten stehenden Kirche der Altstadt seit 2011 zum ersten Mal überhaupt archäologische Untersuchungen durchgeführt werden.
Im 19. Jahrhundert verfestigte sich die Theorie zweier Pfalzen weiter, Vertreter waren unter anderem Johann Georg Battonn, Anton Kirchner und Georg Ludwig Kriegk. Anlässlich des Abrisses von Teilen des Saalhofes 1842/1843 zugunsten des noch heute erhaltenen, frühhistoristischen Burnitzbaus untersuchte der Autodidakt Georg Heinrich Krieg von Hochfelden diesen ausführlich. Große Teile sah er als romanisch an, hielt aber weiter den Kern für karolingisch, und lieferte auch ansonsten ungenaue, teils spekulative Angaben.
Nach dem Brand des Doms am 15. August 1867 kam es während der Wiederherstellungsarbeiten unter Franz Josef Denzinger auch zu Grabungen im Inneren des Kirchenschiffs, die für Frankfurt am Main den Anbeginn der modernen archäologischen Forschung markieren. Dabei konnten trotz erheblicher methodischer und dokumentarischer Mängel größere Teile eines Vorgängerbaus freigelegt werden, die man der urkundlich verbürgten Salvatorkirche des 9. Jahrhunderts zuordnete. Franz Jacob Schmitt erstellte 1892 als erster auf Basis dieser Daten eine Rekonstruktion, die bis in die Nachkriegszeit weitgehend unverändert Bestand haben sollte.
Die Auffindung des sakralen Teils der Königspfalz änderte nichts an der Forschungsmeinung zu ihren weltlichen Teilen. Krieg von Hochfeldens Zeichnungen und Vermutungen prägten für fast ein Jahrhundert Forschung und Literatur. Selbst der dritte, 1902–1914 erschienene, und mit Rudolf Jung vom damaligen Leiter des Stadtarchivs mitverfasste Band des bis heute maßgeblichen Standardwerkes Die Baudenkmäler in Frankfurt am Main übernahm sie nahezu unverändert. Trotz manch in Details kritischer Arbeit kam es vor allem mangels weiterer tatsächlicher Untersuchungen der Bausubstanz bis in die Zeit nach dem Ersten Weltkrieg zu keiner stichhaltigen Argumentation gegen die Gleichsetzung des Saalhofes mit der Königspfalz.
Erst in den 1920er Jahren kehrte man zur Grundidee von Latomus zurück, 1932 vermutete Karl Nahrgang die Pfalz gar in Sachsenhausen. 1936 kam Heinrich Bingemer durch das über das Frühmittelalter hinausgehende Quellenstudium zu dem Schluss, dass die Pfalz unter dem Domhügel liegen müsse. Dies folgerte er aus einem historischen Bericht, nach dem ein überdachter Gang von der Salvatorkirche, also dem Vorgängerbau des heutigen Domes, in die Pfalz geführt habe.
Nicht nur im Umkehrschluss, sondern auch im Zuge einer kurzen Grabung konnte er zudem den Saalhof erstmals korrekt als rein romanisches Gebäude datieren. Da Bingemer seine Erkenntnisse nicht veröffentlichte, und diese nur in Vorträgen, mit Verweis darauf, dass der Standort der Königspfalz auf dem Domhügel durch die Archäologie bestätigt werden müsse, vertrat, wurden sie in Forschung und Literatur zunächst nicht rezipiert. Handlungsspielraum für Archäologen war durch die äußerst dichte Bebauung des in Frage kommenden Areals jedoch nicht vorhanden.

### Grabungen und Wiederentdeckung
Im März 1944 zerstörten alliierte Bombardements die gesamte Frankfurter Altstadt und ermöglichten damit die größte und bedeutendste Altstadtgrabung, die es in Deutschland bis heute gegeben hat. Allerdings war die Stadtarchäologie durch die Kriegsereignisse rund sieben Jahre gelähmt, so dass in vielen Teilen der Stadt, insbesondere jedoch im Ostteil des Domhügels, eine Wiederbebauung ohne vorherige Untersuchung des Kulturbodens stattfand. Erst 1952 erhielt Hans Jürgen Hundt den Auftrag zum Wiederaufbau des Museums für Früh- und Vorgeschichte – seit 2002 Archäologisches Museum Frankfurt – sodass im Folgejahr Grabungen auf dem Dom-Römer-Areal, also dem Westen des Domhügels, anlaufen konnten.

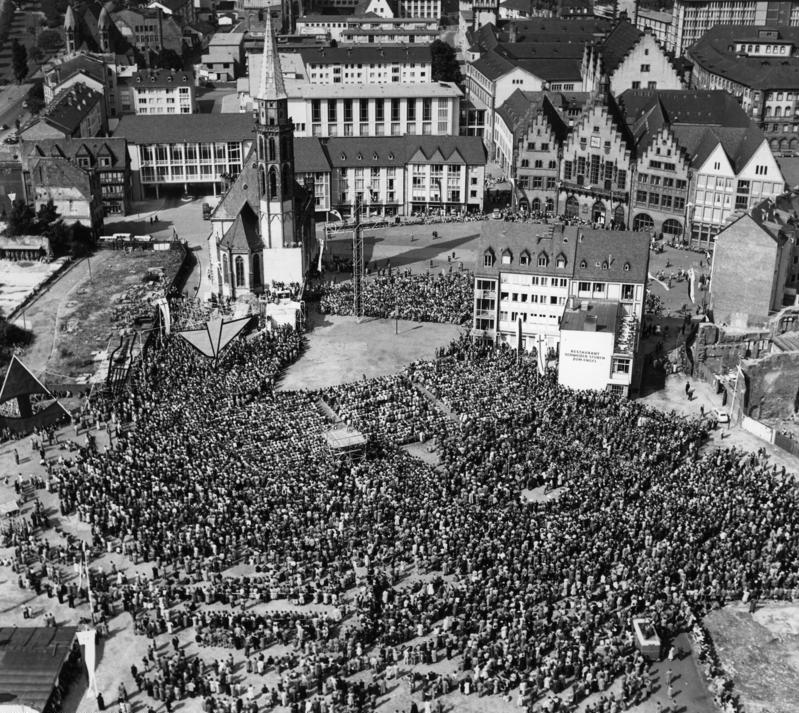
Kirchentag 1956 auf dem beräumten Dom-Römer-Areal, in der vorderen linken Ecke der Pavillon der dort tätigen Archäologen

Bereits im selben Jahr stießen die Archäologen, darunter Hundt, Dietwulf Baatz, Walter Sage und Otto Stamm, im Keller des einstigen Hauses Goldene Waage auf die Nordostecke der Königshalle. Im weiteren Verlauf der „klassischen Periode“ der Altstadtforschung auf dem Domhügel, die bis 1957 andauerte, konnten die Pfalz und ihre Anbauten in ihren Dimensionen nahezu vollständig dokumentiert werden. Die von Stamm bereits 1955 in der Zeitschrift Germania als Vorabbericht publizierten Ergebnisse im Kontext der historischen Quellen zur Königspfalz sind bis heute das Schlüsselwerk der modernen Pfalzforschung.
Anschließende Grabungen am Saalhof unter der Leitung von Stamm konnten auch Bingemer bestätigen und damit endgültig beweisen, dass die staufisch-romanische Königsburg am Main nicht mit dem Aufenthalt Karls des Großen oder der Königspfalz in Zusammenhang stand. Bereits im Frühjahr 1955 waren unter Stamm auch die Reste einer merowingerzeitlichen Kirche – der sogenannte Apsidenbau – unter dem Domturm aufgedeckt worden, der jedoch bis 2007 in keinem veröffentlichten Plan der Altstadtgrabungen eingetragen und somit selbst der Forschung weitgehend unbekannt war.
Die für die Archäologen in den Jahrzehnten nach dem Zweiten Weltkrieg günstige Situation endete 1969, als der rasante Wiederaufbau der Stadt auch den Westen des Domhügels erfasste: Binnen kürzester Zeit wurden die stellenweise fast vier Meter hohen Kulturschichten für den Bau des U-Bahnhof Dom/Römer, den Neubau des Historischen Museums, einer Tiefgarage sowie schließlich des Technischen Rathauses bis auf den geologischen Untergrund abgebaggert. Damit gingen erhebliche Teile des nicht vollständig untersuchten ältesten Frankfurter Siedlungsbodens für immer verloren. Für die Forschung stellt dies insbesondere in Anbetracht der Vernichtung großer Teile auch der schriftlichen Überlieferung bei der Zerstörung des Frankfurter Stadtarchivs einen erheblichen Lückenschlag dar.
Als Zugeständnis an die Archäologie wurde das Areal der einstigen Königspfalz mit den Ausgrabungsresten seit 1973 im Archäologischen Garten präsentiert. Da das umgebende Gelände durch den Bau der Tiefgarage künstlich über das tatsächlich bis 1944 vorhandene Niveau angehoben wurde, ergab sich dabei, gerade nach Norden und Westen hin, der Eindruck einer tiefen Grube, obwohl das Niveau zwischen Pfalzboden und letzter historischer Oberfläche nur etwa zwei Meter betrug. Des Weiteren liegt das Fußbodenniveau zwischen heutigem und historischem Pfalzboden um 50 bis 80 cm tiefer, sodass nicht nur die Mauern, sondern auch die Fundamente der Königshalle zu erkennen sind. Auch sind einige Befunde sichtbar nicht mehr in situ erhalten, sondern wurden aus Gründen der Didaktik modern aufgemauert.

### Jüngere Entwicklung
Im November 2006 stellten die Technische Universität Darmstadt und die Architectura Virtualis GmbH eine dreidimensionale Computer-Rekonstruktion der Frankfurter Königspfalz vor, die auf den Daten Wintergersts basierte. Die rekonstruierten Baustufen vom 7. bis zum 11. Jahrhundert erlauben ein besseres Verständnis der im Archäologischen Garten präsentierten Ruinen, als es durch das dort präsentierte Informationsmaterial möglich ist. Letzteres ist in Teilen veraltet, da es noch auf den Forschungsstand von 1994 zurückgeht.
2012 bis 2018 wurde das Dom-Römer-Areal nach Abbruch des Technischen Rathauses in Anlehnung an den Zustand der direkten Vorkriegszeit neu bebaut. Aufgrund des Wiederaufbaus auch der Südseite der ehemaligen Altstadtgasse Markt, deren Keller einst teilweise die Substanz der Pfalz mit einbezogen, wurde etwa an der Stelle der ehemaligen Königshalle ein Neubau von ihren ungefähren historischen Dimensionen errichtet. Die Architektur des als Stadthaus bezeichneten, 2016 eröffneten, Neubaus war dabei ebenso wie die künftige Nutzung lange heftig umstritten. Er dient als Ausstellungs- und Veranstaltungsgebäude, vor allem aber dem dauerhaften Schutz der Ausgrabungen vor Witterungseinflüssen. Im August 2018 wurde die Ausstellung unter dem neuen Namen Kaiserpfalz Franconofurd als Außenstelle des Historischen Museums eröffnet. Zur Ausstellung gehört ein ca. zwei Meter großes, nach den Erkenntnissen der jüngsten Grabungen von 2012 bis 2014 gestaltetes, Bronzemodell der karolingischen Pfalz, das den baulichen Status der Zeit um 860 n. Chr. im Maßstab 1:90 darstellt sowie eine großformatige dreidimensionale digitale Rekonstruktion als sogenanntes Lebensbild.

## Strittige Aspekte der Pfalzforschung

### Diskurs um den Bauherren der Königspfalz
Otto Stamm war in seinem Vorabbericht von 1955 deutlich für Ludwig den Frommen als Bauherren der Königspfalz und damit eine Bauzeit von etwa 815 bis 822 eingetreten. Mangels der genauen Datierbarkeit der archäologischen Funde begründete er dies im Wesentlichen dadurch, dass trotz der zahlreichen Schriftzeugnisse zu den Geschehnissen des Jahres 794 in Frankfurt am Main kein einziges für die Bauforschung verwertbar ist, wohl aber die ab 815.
Marianne Schalles-Fischer trat dem 1969 in der ersten großen wissenschaftlichen Arbeit zur Frankfurter Pfalz im 20. Jahrhundert entgegen, und setzte sich für bereits 794 vorhandene, im Auftrag Karls des Großen errichtete Pfalzgebäude ein. Kritik an der Deutung durch Schalles-Fischer regte sich schnell, vollständig widerlegt wurde sie aber erst durch die 1985 bis 1996 von Elsbet Orth, Michael Gockel und Fred Schwind in der Reihe Die Deutschen Königspfalzen publizierten Arbeit zur Frankfurter Pfalz. Letztere muss trotz in Teilen bereits wieder von der jüngsten Forschung überholter Passagen insbesondere im Hinblick auf die vollständige Aufführung und Registrierung aller Quellen zur Frankfurter Pfalz vom Früh- bis in das Spätmittelalter als grundlegendes Standardwerk gelten.
Schalles-Fischer sah in Frankfurt u. a. die „planvolle Neugründung einer königlichen Pfalzanlage durch Karl den Großen“, die dieser durch Anlage der Wormser Straße erschlossen habe. Für diese Annahme konnte sie allerdings keine Belege liefern. Argumente auf urkundlichem Wege suchte sie des Weiteren in frühen Attributierungen von Frankfurt mit palatium, die auf den ersten Blick tatsächlich bereits für 794 überliefert sind.
Anlässlich der Synode überwiegt in den Schriftquellen die Bezeichnung als villa, was auf den noch vorhandenen merowingischen Königshof hindeutet. Eine 794 in Frankfurt mit dem Zusatz palatio ausgefertigte Urkunde – von Schalles-Fischer angeführt – ist jedoch nicht mehr im Original, sondern nur in drei späteren, untereinander abweichenden Abschriften des 17. Jahrhunderts (eine sogar ohne palatio) überliefert, was ihre Beweiskraft zumindest im Kontext der Bauforschung erheblich schmälert.
Eine dritte, ebenfalls von Schalles-Fischer verwandte Bezeichnung der Gebäude während der Synode mit „in palatio retinendum“ ist kontextbezogen weniger mit „an der Pfalz Frankfurt zurückbehalten“ als eher mit „am Hof“ zu übersetzen. Einzige im lokalen Sinn gebrauchte zeitgenössische Erwähnung bleibt somit ein Bericht italienischer Bischöfe, die Synode habe „in aula sacri palatii“ stattgefunden. Auch hier ist jedoch zu berücksichtigen, dass bereits die Anwesenheit des Königs eine solche Bezeichnung rechtfertigte, die Versammlung kann also auch in der so bezeichneten aula der domus regalis des Wirtschaftshofes oder in der Kirche zusammengetreten sein.
Abstrakt spricht gegen eine Bautätigkeit unter Karl dem Großen auch, dass eine solche im Gegensatz zu Aachen, Ingelheim, Paderborn, Nijmegen, dem Main-Donau-Kanal oder der Errichtung der Rheinbrücke bei Mainz nicht explizit festgehalten wurde, obwohl die Überlieferung zu den genannten Projekten zeigt, dass das Interesse daran bestand, diese zu dokumentieren. Dies wird noch dadurch unterstrichen, dass, soweit überliefert, sein Aufenthalt in Frankfurt der einzige seines Lebens geblieben ist.
Auf Ludwig den Frommen als Bauherren weisen auch die Schriftzeugnisse, die dessen Aufenthalte in Frankfurt am Main überliefern. Ein Jahr nach dem Tod des Vaters besuchte Ludwig die Stadt das erste Mal. Als er 822 zurückkehrte, konnte er sich in „eodem loco constructis ad hoc opere novo aedificiis, sicut dispositum habuerat“ aufhalten. Noch deutlicher werden die Quellen 823, als sein Sohn, Karl der Kahle, „in palatio novo“ geboren wurde.
Schalles-Fischer wertete die erstmalige explizit als Baunachrichten zu verstehende Überlieferung im Lichte ihrer These eines Pfalzbaus bereits zu Zeiten Karls des Großen lediglich als Zeugnisse für eine von Ludwig dem Frommen angeordnete Bautätigkeit. Ihre Übersetzung von „opere novo“ mit „in neuer Bauweise“ erklärt jedoch nicht die Aussage des Verbs, das den Bauvorgang, die Tätigkeit der Errichtung mit „contructis […] opere novo aedificiis“ charakterisiert.
Weiter fällt vor dem Hintergrund der seltenen, und wenn überhaupt wie beschrieben fragwürdigen Konnotation von Frankfurt als Pfalzort 794 auf, dass sich diese Attributierungen ab 823 häufen respektive gebräuchlicher Bestandteil der dort ausgefertigten Kaiserurkunden werden. Bereits Stamm führte darüber hinaus an, dass eine unter Karl dem Großen errichtete Pfalz kaum bereits nach 28 Jahren einen Neubau nötig gemacht hätte, sondern eher weit ältere königliche Gebäude, worin die dem 7. Jahrhundert zuzurechnenden merowingischen Bauten zu erkennen sind.

### Diskurs um den Niedergang der Königspfalz

#### Archäologischer Befund
Auf einer zeitlich weit breiteren Skala als der um den Bauzeitpunkt der Königspfalz stellen sich die Auseinandersetzungen in der Forschung um den Niedergang der Anlage dar. Der archäologische Befund zeigte nach Otto Stamm am Verbindungsgang zur Salvatorkirche, in und vor den Außenmauern der Torhalle sowie innerhalb der Königshalle eine Brandschicht von 8 bis 25 cm Dicke aus grauen und schwarzen Holzkohlebändern. Ferner waren an den aufgehenden Wänden jener Räume Verglühungsschäden festzustellen, an den westlichen Anbauten konnten entsprechende Befunde nicht gemacht werden.
Über der Brandschicht, aber noch unter der folgenden Abbruchschicht der Pfalz breitete sich eine Steinstickung aus, die sicher als Unterbau eines Fußbodens diente. Somit ist davon auszugehen, dass zumindest Teile der Pfalz nach dem Brand nochmals aufgebaut wurden. Die nun folgende starke graugelbe bis braune Abbruchschicht von 25 bis 100 cm Stärke bestand größtenteils aus Bauschutt, dem für die Pfalzbauten typischen kieshaltigen hellen Mörtel und karolingischen Steinquadern. Zahlreiche Ausbruchgruben zeigten, dass das hervorragende Steinmaterial für Neubauten reiche Zweitverwendung fand.

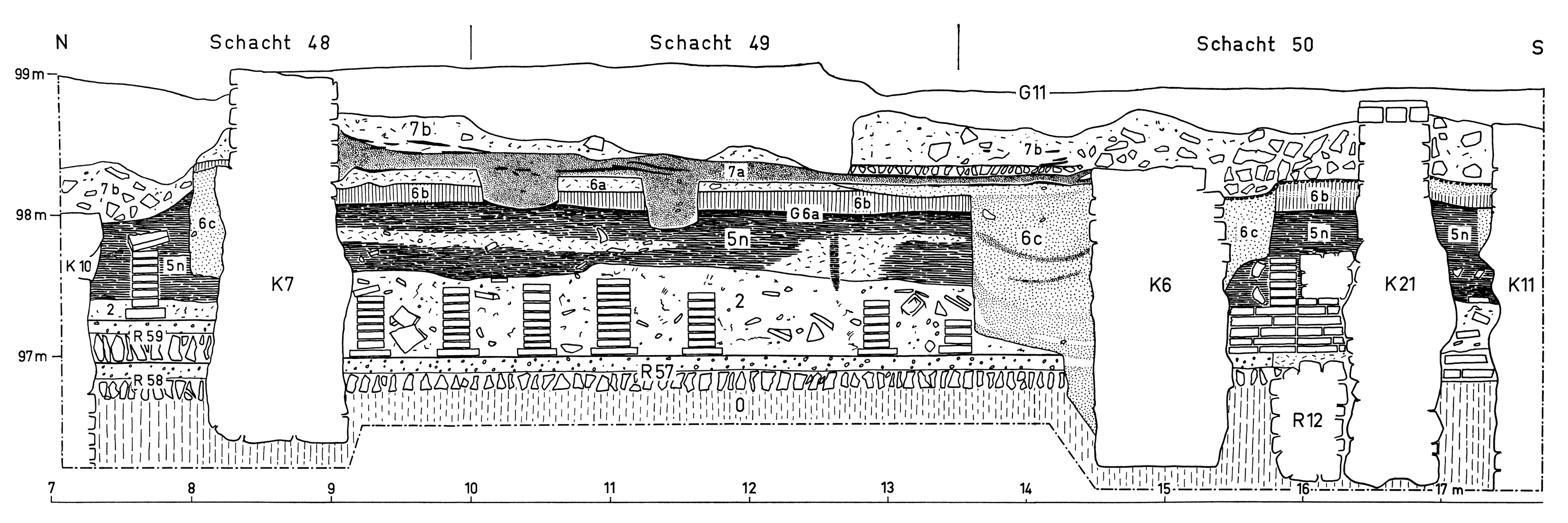
Archäologisches Ostprofil der Höllgasse aus der Altstadtgrabung; zur Erläuterung: K = Mauern der Königshalle (K6 wurde nachträglich eingefügt), 6 ff. = Schichten aus der Zeit der Nutzung der Pfalz, 7a = Brandschicht, 7b = Abbruchschicht

In der Brandschicht fand sich an Keramik sowohl Glimmerware, die ab der Mitte des 9. Jahrhunderts hergestellt wurde, als auch echte Pingsdorfer Ware, die zwischen dem 10. und 12. Jahrhundert vorkommt. Der Brand kann also nicht vor dem 10. Jahrhundert stattgefunden haben. Die Datierung des Wiederaufbaus ist mangels Keramik nicht möglich respektive genauso unsicher wie die der Brandschicht. Die Abbruchschicht enthielt an Keramik sowohl Glimmerware als auch echte Pingsdorfer Ware, als Besonderheit jedoch eine Variante mit Engobemalung, die nach neuesten Forschungserkenntnissen sicher in das 12. Jahrhundert zu datieren ist.

#### Historisch-kritische Einordnung
Die Einordnung des archäologischen Befundes in den Kontext der geschichtlichen Entwicklung und der historischen Quellen gestaltet sich schwierig. Der Befund erlaubt keine genaue Datierung des Brandes, als terminus post quem ist aufgrund der Keramik nur das 10. Jahrhundert zu benennen. Der wie auch immer geartete Wiederaufbau oder der Zeitpunkt der Aufgabe der Anlage ist dagegen unsicher. Die jüngeren Erkenntnisse zur Keramik aus der Abbruchschicht deuten für letzteres Ereignis auf das 12. Jahrhundert. Die Zeiträume, die zwischen den drei Ereignissen liegen, lassen sich nicht bestimmen.
Aus Sicht der klassischen Geschichtsschreibung gibt es im Gegensatz zur Entstehung der Pfalz keinerlei Überlieferung. Zeitgenössische Geschichtsschreiber haben offenbar keine Notiz von den drei Ereignissen genommen, womit diese nur im Lichte der ansonsten überlieferten Stadtentwicklung betrachtet werden können. Der rapide Bedeutungsverlust von Frankfurt am Main in der Salierzeit wird gerne mit dem Niedergang des profanen Teils der Anlage in Zusammenhang gebracht. Dem folgend wäre dieser vor dem Hintergrund der Königsaufenthalte eher früh anzusetzen.
Marianne Schalles-Fischer wies als terminus post quem auf das Jahr 1012 hin, in dem noch zu Lebzeiten des letzten Ottonen, Heinrich II., urkundlich das letzte Mal von „regio palacio“ die Rede ist, wobei allerdings zu beachten bleibt, dass das nachfolgend nun überwiegend verwendete „actum F.“ bereits in den vorhergehenden Jahren zahlreich Verwendung findet. Häufiger erscheint als Ansatz daher der letzte Aufenthalt von Heinrich II. in den Jahren 1017/18, da die Synode von 1027 nicht zwangsläufig in Pfalzgebäuden stattfand; als terminus ante quem der Besuch von Heinrich III. 1045, da dieser nur krankheitsbedingt war, und die Überlieferung keine besonderen Räumlichkeiten erwähnt. Die Einordnung anhand von Königsaufenthalten bleibt jedoch stets mit der Unsicherheit behaftet, nicht zwischen dem Brand und dem Abbruch differenzieren zu können.
Allerdings suchten die Salier auch andere alte Königsorte vergleichsweise selten auf und verlagerten ihre Aufenthalte zunehmend in Bischofssitze. Somit ist es ebenso möglich, dass erst die ausbleibenden Besuche zu einer Vernachlässigung der Anlage und ihrem Verfall führten. Gegen eine frühe Aufgabe sprechen auch die nach archäologischem Befund keinesfalls vollständige Zerstörung durch den Brand und die Hinweise auf einen Wiederaufbau. Schließlich ist die seltene Anwesenheit von Herrschern kein direktes Argument für eine Zerstörung der Gebäude, vielmehr müssen sogar entsprechende Räumlichkeiten vorhanden gewesen sein, damit es überhaupt zu einem Herrscheraufenthalt kam.
Auch die jüngere Forschung entfernt sich zunehmend von einem quantitativ in der Literatur noch überwiegenden Aufgabezeitpunkt der Pfalz um die Mitte des 11. Jahrhunderts. Stamm trat entgegen seinen früheren Veröffentlichungen bereits 1980 in einer posthum veröffentlichten, jedoch nicht mehr vollendeten Arbeit dafür ein, dass die Pfalz erst in der zweiten Hälfte des 12. Jahrhunderts aufgegeben wurde. Seine These konnte er nicht mehr, wie angekündigt, durch die Datierung von Keramik aus der Zerstörungsschicht absichern. Die Keramikforschung der letzten Jahrzehnte hat ihm durch die Erhärtung der Datierung der Funde aus der Abbruchschicht Recht gegeben.

### Beziehung zum Saalhof
In enger Beziehung zum Diskurs um den Niedergang der Königspfalz steht die Frage nach Bauherrn, Erbauungszeit und Funktion des Saalhofs. Die archäologischen Grabungen von Otto Stamm 1958–1962 und 1964 zeigten u. a., dass Wohnturm und Wohnbau (Palas?) des Anwesens in einem Zug entstanden und erst dann der Kapellenbau daran angesetzt wurde. Letzterer erhielt nochmals etwas später eine Aufstockung zu heutiger Höhe. Fast identische Fundamenthöhen sowie die sehr ähnliche Mauerwerkstechnik suggerieren eine große zeitliche Nähe der Errichtung von Wohnturm und Kapellenbau. Die Grabungen zeigten weiter, dass die Gebäude von außen an die Südwestecke der ältesten Stadtmauer gesetzt, aber in die wohl in den 1230er Jahren errichtete staufische Stadtmauer einbezogen wurden.
Als terminus post quem für den Kapellenanbau kann durch Holzfunde in seinem Fundament dendrochronologisch relativ exakt das Frühjahr 1200 gelten, entsprechende Daten für Turm und Wohnbau fehlen mangels hölzerner Substruktionen. Das aufgestockte oberste Geschoss der Kapelle fällt den spätromanischen Kapitellen der dortigen Doppelarkadenfenster einhellig nach in die Zeit um 1210/20. In möglichem Widerspruch zur Datierung des Fundamentes stehen aber die Kapitelle der Kapelle, deren stilkritische Einordnung von um 1165 bis 1200 reicht.
Unabhängig von den dadurch aufgeworfenen Problemen und Erklärungsversuchen, etwa die Kapitelle in Zweitverwendung zu sehen, kann der Saalhof den archäologischen und kunsthistorischen Erkenntnissen folgend weder Konrad III. noch zumindest anfangs Friedrich I. als Sitz gedient haben. Die staufischen Herrscher suchten Frankfurt ab dem Jahr 1140 wieder auf, alleine Konrad III. bis 1149 achtmal, wofür ein angemessenes Quartier benötigt wurde. Damit besteht eine Diskrepanz zwischen den vorgenannten Erkenntnissen und der historischen Überlieferung, zu deren Auflösung in der Forschung im Wesentlichen zwei Theorien existieren.

#### Klassische Theorie: Königsburg
Folgt man der klassischen, historische Argumente stärker wertende Theorie, die vor allem Stamm und Orth vertraten, so war der Saalhof eine staufische Königsburg im Gefüge der gezielten Förderung der Stadt in jener Zeit. Selbst in Kenntnis der dendrochronologischen Datierung des Kapellenbaus hielt zumindest Orth in wichtigen Schlüsselwerken weiter an Konrad III. als Bauherrn fest. Stamm korrigierte sich 1975 und 1980 wohl auch im Wissen darum, dass die Keramik aus der Abbruchschicht der karolingisch-ottonischen Pfalz jünger war als noch zwei Jahrzehnte zuvor gedacht, auf einen Baubeginn im letzten Viertel des 12. Jahrhunderts, sah im Saalhof aber weiterhin einen Reichsbau.
Dem folgend hätte je nach Zweig dieser Theorie gegen Mitte bis Ende des 12. Jahrhunderts ein Neuanfang respektive ein zeitlich nahezu nahtloser Wechsel zwischen alten und neuen königlichen Herrschaftsgebäuden stattgefunden. Gemäß Stamm in seiner älteren Auffassung und Orth müsste man annehmen, dass noch unter Konrad III. um 1140 Bergfried und Palas des Saalhofs entstanden, und erst unter ihren Nachfolgern der Kapellenbau sowie wenig später dessen Aufstockung angefügt wurden. Dabei hätte man trotz eines zeitlichen Abstands von rund einem halben Jahrhundert die nahezu gleiche Mauerwerkstechnik verwendet. Nach Stamm in seiner zuletzt vertretenen Auffassung wäre davon auszugehen, dass von den Königen zumindest anfangs noch weiter die Pfalz auf dem Domhügel oder ein unbekanntes drittes Gebäude benutzt wurde.
Größter Vorteil dieser Theorie ist die durch sie hergestellte relative Kontinuität der historischen Überlieferung. Sie ist nach Orth sogar mit der mittlerweile überholten Meinung einer Aufgabe der älteren Pfalz schon in der ersten Hälfte des 11. Jahrhunderts belastbar, besteht aber selbst vor den jüngeren archäologisch-keramischen Hinweisen und der daraus abgeleiteten Forschungsmeinung eines Abbruch erst in der zweiten Hälfte des 12. Jahrhunderts; vgl. hierzu Diskurs um den Niedergang der Königspfalz. Nur sehr unbefriedigend vermag sie die Diskrepanz zwischen stilkritischer und absoluter Datierung von Teilen des Saalhofs zu erklären, sowie gar nicht die für eine staufische Anlage dieses Typs ungewöhnlich geringe Dimensionierung, zugleich eines der Hauptargumente von Gegnern dieser Theorie.
Dagegen wurde wiederum angeführt, dass Größenvergleiche zur Bestimmung einer Bauherreneigenschaft generell problematisch seien, so seien immerhin die Größenverhältnisse des Palas Gelnhausen oder Münzenberg, wenn auch nicht von Seligenstadt oder Bad Wimpfen erreicht. Auch der planmäßig erscheinende Einbezug des Gebäudes in die neue Stadtmauer unterstütze eher die Annahme einer königlichen Bauherreneigenschaft.
Orth ging als Vertreterin der Theorie konsequenterweise davon aus, dass sich ein Nebeneinander von alter und neuer Königshaltung als auch das Fortbestehen der karolingischen Anlage über die Stauferzeit hinaus in topographischen Bezeichnungen hätte niederschlagen müssen, die sich größtenteils in dieser Zeit manifestieren. Im Gegensatz etwa zur Saalgasse, in der der Name des Saalhofes bis heute lebendig geblieben ist, findet sich ein Hinweis auf ein Fortbestehen der karolingischen Anlage jedoch in keiner Urkunde des 12., 13. oder gar 14. Jahrhunderts.

#### Alternative Theorie: Ministerialensitz
Vor allem Fritz Arens und Günther Binding haben seit den frühen 1970er Jahren bezweifelt, dass im Saalhof der Funktionsnachfolger der karolingisch-ottonischen Pfalz zu sehen ist. Binding führte vor allem einen Vergleich von Bauprogramm und Raumgrößen mit anderen kleineren Burgen des 12. und 13. Jahrhunderts an: Der „rîches saal“, der „Reichssal“ im Obergeschoss des Palas, hatte Abmessungen von nur 7,80 × 8,00 Metern, was nicht nur in Relation zu den Ausmaßen des Vorgängerbaus, sondern auch zeitgleichen staufischen Pfalzanlagen völlig unterdimensioniert für Hoftage des Hochmittelalters erscheint. Der Wohnbau kann deshalb auch kaum als Palas angesprochen werden, da ihm der typische Saal fehlt.
Fritz Arens sah daher in dem Gebäude dann auch eher den Sitz eines Reichsministerialen, etwa eines Burggrafen oder Vogts. In diesem Fall hätten die staufischen Herrscher entweder auch über die Bauzeit des Saalhofs hinaus weiter die ältere Pfalz auf dem Domhügel oder einen neuen, jedoch nicht mehr nachweisbaren Neubau genutzt. In Zusammenhang damit wurden der erstmals 1942, 80 Meter nördlich des Saalhofs ergrabene Rundturm auf dem Römerberg als Bergfried sowie der 1989 ergrabene Vorgängerbau der Alten Nikolaikirche als eigentliche Pfalzkapelle gebracht, die beide noch in staufische Zeit datiert werden. Als Bewohner des Saalhofes kann sich Arens die Reichsministerialen von Hagen-Münzenberg vorstellen, für deren Burg Münzenberg vielleicht sogar ursprünglich die Kapitelle der Saalhofkapelle gearbeitet waren. So ließe sich auch die Diskrepanz zwischen Stil und Einbauzeit der Bauglieder elegant erklären.
Da Pfalzen im Verlaufe des 13. Jahrhunderts ihre Bedeutung als Königssitze verloren – bei seiner ersten urkundlichen Erwähnung 1277 war der Saalhof „nur“ Sitz des Reichsschultheißen – könnte die alte Königshalle somit problemlos noch für die Königsaufenthalte des frühen 13. Jahrhunderts gedient haben, bevor mit der Ausbildung fester Königsresidenzen diese Art der Regierungsweise außer Gebrauch kam.
Indirekt unterstützt auch Magnus Wintergerst die alternative Theorie, wenn er neuerdings dafür eintritt, dass die Königshalle „bis ins 13., vielleicht sogar bis ins 14. Jahrhundert in einer gewissen Höhe – eventuell als Ruine“ – gestanden habe. Zur Begründung führt Wintergerst an, dass sich die bis zum Zweiten Weltkrieg erhaltenen Bürgerhäuser des Baublocks zwischen Markt, Höllgasse und Tuchgaden, unter denen der überwiegende Teil der Pfalz lag, im Osten sichtbar an der Königshalle orientierten, während dies im Westen nicht der Fall war. Dies trifft auch auf die Straßen Markt und Höllgasse zu, während der Tuchgaden schräg über die einstigen westlichen Annexbauten der Pfalz verlief. Ein in den Altstadtgrabungen nachgewiesenes, ausgedehntes Pflaster wohl ottonischer Zeitstellung zog in einem Dreiviertelkreis von Südost nach Nord um die Anlage, und bereits über die später aufgedeckten Mauerreste der westlichen Annexbauten, nicht jedoch der Königshalle mit ihren quadratischen Nord- und Südannexen.
Schon Otto Stamm sah dies als deutlichen Hinweis darauf werden, dass die westlichen Annexbauten wesentlich früher abgingen und überbaut wurden, als die Königshalle selbst. Im südlichen Annexbau der Königshalle wäre demnach der porticus zu erkennen, den Otto II. 979 Wormser Bischof Hildebold mit der Möglichkeit schenkte, ihn allseitig bis zu 20 karolingische Fuß zu erweitern, was nach Grabungsbefunden auch tatsächlich geschah. Eine Weiternutzung des Annexbaus bis in die frühe Neuzeit würde ferner die auffällige Darstellung eines solchen an seiner anzunehmenden Position noch im ersten topographisch genauen Frankfurter Stadtplan von Matthäus Merian aus dem Jahr 1628 erklären.
Nachteile dieser Theorie sind, dass sich die Keramikbefunde aus der Abbruchschicht der Pfalz nicht so deutlich wie bei der älteren Theorie mit der Zeitstellung ihrer in diesem Fall anzunehmenden Aufgabe im fortgeschrittenen 13. Jahrhundert decken. Jedoch erscheint es nicht ungewöhnlich, dass Keramik, die im Laufe des 12. Jahrhunderts produziert wurde, auch noch in Schichten des 13. Jahrhunderts zu finden ist.

### Die Domgrabungen 1991–1993 in der Kritik
Ausgrabungen im Dom in den Jahren von 1991 bis 1993 unter Leitung von Andrea Hampel erbrachten neue Erkenntnisse vor allem zu den sakralen Teilen der Pfalz respektive den Vorgängerbauten des Domes. Die Ergebnisse publizierte Hampel bereits 1994: in dem in der Grabungskampagne erstmals aufgedeckten Bau I, in dem man 1992 das unberührte merowingische Mädchengrab aufdeckte, sah sie den ersten Kirchenbau an der Stelle des heutigen Domes – daher auch die Bezeichnung – was jedoch schon sehr bald in der Forschung auf Kritik stieß.
Im Inneren des Baues fand sich kein Altarfundament, keine Reste von Chorschranken oder sonstige Ausstattungsteile eines Sakralraums, einzig der darum befindliche Friedhof könnte als Hinweis gewertet werden. Wichtigstes Argument gegen eine Kirchennutzung ist jedoch die Hypokaustheizung, für die es in keiner anderen frühmittelalterlichen Kirche ein Beispiel gibt. Schließlich sprechen auch Vergleiche mit zeitgleichen kirchlichen und nichtkirchlichen Gebäuden in Europa überwiegend gegen die von Hampel vertretene Ansicht.
Somit sollte das Gebäude nach jüngster Forschungsauffassung, durch Magnus Wintergerst vertreten in seiner 2007 veröffentlichten Bearbeitung aller archäologischen Befunde zur Pfalz, nur als funktional in Zusammenhang mit der nahen Kirche stehend betrachtet werden, nicht jedoch als selbstständige Kirche. Der zwar schon länger archäologisch dokumentierte, jedoch nicht publizierte und damit Hampel wohl auch unbekannte Apsidenbau hatte nach Wintergerst den Stellenwert, den Hampel für Bau I postulierte: in der merowingischen Marienkirche des 7. Jahrhunderts im Bereich des Domturmes sieht er den ersten nachweisbaren Vorgängerbau des Doms.
Auch die bisher bestehende Unsicherheit, ob Bau I vor oder zeitgleich mit dem Grab errichtet wurde, konnte Wintergerst zugunsten der erstgenannten Variante ausräumen. Weitere wichtige Erkenntnisse seiner Bearbeitung der Ausgrabungen sind, dass es einen Bau II wohl nie gegeben hat, in dem Hampel einen zugunsten der Synode von 794 erfolgten Ausbau von Bau I sah. Damit war Hampel indirekt zu den älteren Theorien zurückgekehrt, wonach Karl der Große doch als Bauherr auftrat.
Im Lichte ihrer Betrachtung von Bau I als Kirchenbau, und seiner Lage innerhalb der späteren Salvatorkirche, aus dem sich der heutige Dom entwickelte, hätte ein solcher Bau II hervorragend in die Entwicklungsreihe gepasst. Jedoch zeigt die Analyse von Hampels Befunden durch Wintergerst klar auf, dass sie Bau II im Wesentlichen nur aus den Fundamenten der Ostwand rekonstruierte, was bei einem rechteckigen Gebäude spekulativen Charakter hat. Darüber hinaus spricht auch die qualitative Analyse ihrer Bau II zugeordneten Befunde, dass es sich dabei wohl um Streifenfundamente der 852 geweihten Salvatorkirche handelte.
Wintergerst vertritt weiterhin die Auffassung, dass die von Hampel noch als Bau IIIa („Die nachkarolingische Westfassade“), Bau IIIb („Die Umbauten zwischen dem 10. und 12. Jahrhundert“), Bau IV („Die frühgotische Hallenkirche“) und Bau IVa („Der frühgotische Chorbau von 1239“) bezeichneten nachkarolingischen Umbauten der Salvatorkirche stilkritisch nicht dem 10. bis 13. Jahrhundert, sondern einem planmäßigen ottonischen Ausbau um 1000 zuzuschreiben sind.
Hierfür sprächen Vergleiche mit erhaltenen ottonischen Bauwerken ebenso wie die der Bedeutung von Stift und Kirche im 13. Jahrhundert unangemessene Altertümlichkeit der Architektur, wäre der Ausbau in den beschriebenen Formen, insbesondere mit gestelzten Presbyteriumsjoch, tatsächlich in dieser Zeit erfolgt. Auch die 41 ottonischen Königsbesuche in der Stadt legen Wintergerst folgend nahe, dass das sächsische Adelshaus in großem Umfang Umbauten in Auftrag gab.

### Urkunden und Regestenwerke
- Alfred Boretius (Hrsg.): Leges 2. Capitularia regum Francorum 1. Hannover 1883 (Monumenta Germaniae Historica, Digitalisat)
- Richard Froning: Frankfurter Chroniken und annalistische Aufzeichnungen des Mittelalters. Verlag Carl Jügel, Frankfurt am Main 1884.
- Friedrich Kurze (Hrsg.): Scriptores rerum Germanicarum in usum scholarum separatim editi 50: Reginonis abbatis Prumiensis Chronicon cum continuatione Treverensi. Hannover 1890 (Monumenta Germaniae Historica, Digitalisat)
- Friedrich Kurze (Hrsg.): Scriptores rerum Germanicarum in usum scholarum separatim editi 6: Annales regni Francorum inde ab a. 741 usque ad a. 829, qui dicuntur Annales Laurissenses maiores et Einhardi. Hannover 1895 (Monumenta Germaniae Historica, Digitalisat)
- Paul Kehr (Hrsg.): Diplomata 8: Die Urkunden Ludwigs des Deutschen, Karlmanns und Ludwigs des Jüngeren (Ludowici Germanici, Karlomanni, Ludowici Iunioris Diplomata). Berlin 1934 (Monumenta Germaniae Historica, Digitalisat)
- Engelbert Mühlbacher unter Mitwirkung von Alfons Dopsch, Johann Lechner und Michael Tangl (Hrsg.): Diplomata 4: Die Urkunden Pippins, Karlmanns und Karls des Großen (Pippini, Carlomanni, Caroli Magni Diplomata). Hannover 1906 (Monumenta Germaniae Historica, Digitalisat)
- Georg Heinrich Pertz u. a. (Hrsg.): Scriptores (in Folio) 1: Annales et chronica aevi Carolini. Hannover 1826 (Monumenta Germaniae Historica, Digitalisat)
- Theodor Sickel (Hrsg.): Diplomata 13: Die Urkunden Otto des II. und Otto des III. (Ottonis II. et Ottonis III. Diplomata). Hannover 1893 (Monumenta Germaniae Historica, Digitalisat)
- Georg Waitz, Wilhelm Wattenbach u. a. (Hrsg.): Scriptores (in Folio) 15,2: Supplementa tomorum I-XII, pars III. Supplementum tomi XIII pars II. Hannover 1888 (Monumenta Germaniae Historica, Digitalisat)
- Albert Werminghoff (Hrsg.): Leges 3. Concilia 2,1: Concilia aevi Karolini. Hannover 1906 (Monumenta Germaniae Historica, Digitalisat)

### Literarische Quellen
- Achilles August von Lersner, Florian Gebhard: Der Weit-berühmten Freyen Reichs-, Wahl- und Handels-Stadt Franckfurt am Mayn Chronica […]. Selbstverlag, Franckfurt am Mayn 1706 (online).

### Hauptwerke
- Johannes Fried: Karl der Große in Frankfurt am Main. Ein König bei der Arbeit. In: Johannes Fried (Hrsg.): 794 – Karl der Große in Frankfurt am Main. Ein König bei der Arbeit. Ausstellung zum 1200-Jahre-Jubiläum der Stadt Frankfurt am Main. Jan Thorbecke Verlag GmbH & Co., Sigmaringen 1994, ISBN 3-7995-1204-7, S. 25–34.
- Elsbet Orth, Michael Gockel, Fred Schwind: Frankfurt. In: Max-Planck-Institut für Geschichte (Hrsg.), Lutz Fenske, Thomas Zotz: Die Deutschen Königspfalzen. Repertorium der Pfalzen, Königshöfe und übrigen Aufenthaltsorte der Könige im deutschen Reich des Mittelalters. Band 1. Hessen. Lieferung 2–4, Vandenhoeck & Ruprecht, Göttingen 1985–1996, ISBN 3-525-36503-9 / ISBN 3-525-36504-7 / ISBN 3-525-36509-8, S. 131–456.
- Andrea Hampel: Der Kaiserdom zu Frankfurt am Main. Ausgrabungen 1991–1993. Rolf Angerer Verlag, Nußloch 1994 (Beiträge zum Denkmalschutz in Frankfurt am Main 8).
- Tobias Picard: Königspfalzen im Rhein-Main-Gebiet: Ingelheim – Frankfurt – Trebur – Gelnhausen – Seligenstadt. In: Heribert Müller (Hrsg.): „...Ihrer Bürger Freiheit“ – Frankfurt am Main im Mittelalter. Beiträge zur Erinnerung an die Frankfurter Mediaevistin Elsbet Orth. Kramer, Frankfurt am Main 2004, ISBN 3-7829-0544-X, S. 19–73, hier S. 37–52.
- Marianne Schalles-Fischer: Pfalz und Fiskus Frankfurt. Eine Untersuchung zur Verfassungsgeschichte des fränkisch-deutschen Königstums. Vandenhoeck & Ruprecht, Göttingen 1969 (Veröffentlichungen des Max-Planck-Instituts für Geschichte 20).
- Otto Stamm: Zur karolingischen Königspfalz in Frankfurt am Main. In: Römisch-Germanische Kommission des Deutschen Archäologischen Instituts (Hrsg.): Germania. Anzeiger der Römisch-Germanischen Kommission des Deutschen Archäologischen Instituts. Jahrgang 33, Walter de Gruyter GmbH & Co. KG, Berlin 1955, S. 391–401, doi:10.11588/ger.1955.43667.
- Egon Wamers, Archäologisches Museum Frankfurt, Architectura Virtualis GmbH: Franconofurd. Die karolingisch-ottonische Kaiserpfalz Frankfurt am Main. Deutsch / Englisch. 3D Computer-Rekonstruktion. DVD-Video. Architectura Virtualis GmbH, Darmstadt 2008.
- Magnus Wintergerst: Franconofurd. Band I. Die Befunde der karolingisch-ottonischen Pfalz aus den Frankfurter Altstadtgrabungen 1953–1993. Archäologisches Museum Frankfurt, Frankfurt am Main 2007, ISBN 3-88270-501-9 (Schriften des Archäologischen Museums Frankfurt 22/1).

### Verwendete, weiterführende Literatur
- Ulrich Fischer: Altstadtgrabung Frankfurt am Main. Hundert Jahre Stadtarchäologie, Vorgeschichte bis Hochmittelalter. In: Römisch-Germanisches Zentralmuseum – Forschungsinstitut für Vor- und Frühgeschichte (Hrsg.): Ausgrabungen in Deutschland. Gefördert von der Deutschen Forschungsgemeinschaft 1950–1975. Teil 2. Römische Kaiserzeit im freien Germanien. Frühmittelalter I. Verlag des Römisch Germanischen Zentralmuseum in Kommission bei Rudolf Habelt Verlag, Bonn 1975 (Monographien des Römisch-Germanischen Zentralmuseums 1/2), S. 426–436.
- Andrea Hampel (Hrsg.), Egon Wamers (Hrsg.): Fundgeschichten. Archäologie in Frankfurt 2010/2011. Archäologisches Museum Frankfurt / Denkmalamt Frankfurt am Main, Frankfurt am Main 2011, ISSN 2192-4244.
- Rudolf Jung, Julius Hülsen: Die Baudenkmäler in Frankfurt am Main – Band 3, Privatbauten. Selbstverlag/Keller, Frankfurt am Main 1902–1914.
- Georg Heinrich Krieg von Hochfelden: Die ältesten Bauwerke im Saalhof zu Frankfurt a. M.; seine Befestigung und seine Kapelle. In: Archiv für Frankfurts Geschichte und Kunst. Drittes Heft, Verlag der S. Schmerber’schen Buchhandlung (Nachfolger Heinrich Keller.), Frankfurt am Main 1844, S. 1–27.
- Ernst Mack: Von der Steinzeit zur Stauferstadt. Die frühe Geschichte von Frankfurt am Main. Verlag Josef Knecht, Frankfurt am Main 1994, ISBN 3-7820-0685-2.
- Karl Nahrgang: Die Frankfurter Altstadt. Eine historisch-geographische Studie. Verlag Waldemar Kramer, Frankfurt am Main 1949.
- Elsbet Orth: Frankfurt am Main im Früh- und Hochmittelalter. In: Frankfurter Historische Kommission (Hrsg.): Frankfurt am Main – Die Geschichte der Stadt in neun Beiträgen. (= Veröffentlichungen der Frankfurter Historischen Kommission. Band XVII). Jan Thorbecke, Sigmaringen 1991, ISBN 3-7995-4158-6.
- Guido Schoenberger: Beiträge zur Baugeschichte des Frankfurter Doms. Verlag Englert & Schlosser, Frankfurt am Main 1927 (Schriften des Historischen Museums III).
- Otto Stamm: Der königliche Saalhof zu Frankfurt am Main. Mit einem Vorbericht über die Ausgrabungen des Museums für Vor- und Frühgeschichte 1958–1961. Verlag Waldemar Kramer, Frankfurt am Main 1962 (Sonderdruck aus den Schriften des Historischen Museums Frankfurt am Main 12).
- Otto Stamm: Spätrömische und frühmittelalterliche Keramik der Altstadt Frankfurt am Main. Nachdruck der Originalausgabe von 1962. Archäologisches Museum Frankfurt, Frankfurt am Main 2002, ISBN 3-88270-346-6 (Schriften des Frankfurter Museums für Früh- und Vorgeschichte 1).
- Otto Stamm: Gab es in Frankfurt eine staufische Pfalz? In: Landesamt für Denkmalpflege Hessen (Hrsg.): Fundberichte aus Hessen. 19. / 20. Jahrgang 1979/80, Selbstverlag des Landesamtes für Denkmalpflege Hessen, Wiesbaden 1980, S. 819–842.
- Egon Wamers: Zur Archäologie der Frankfurter Altstadt – Der archäologische Garten. In: Frankfurt am Main und Umgebung. Konrad Theiss Verlag, Stuttgart 1989, ISBN 3-8062-0585-X (Führer zu archäologischen Denkmälern in Deutschland 19), S. 154–159.
- Egon Wamers, Patrick Périn: Königinnen der Merowinger. Adelsgräber aus den Kirchen von Köln, Saint-Denis, Chelles und Frankfurt am Main. Verlag Schnell & Steiner, Regensburg 2012, ISBN 978-3-7954-2689-7.
- Magnus Wintergerst, Herbert Hagen: Hoch- und spätmittelalterliche Keramik aus der Altstadt Frankfurt am Main. Text und Tafeln. Archäologisches Museum Frankfurt, Frankfurt am Main 2002, ISBN 3-88270-343-1 (Schriften des Archäologischen Museums Frankfurt 18/1).

### Übersetzungen
1. ↑  „Hauptsitz des östlichen Reiches“, wobei mit „orientalis regni“ das Ostfrankenreich in Abgrenzung zum „regni occidentalis“, also dem Westfrankenreich, gemeint ist, die seit der Reichsteilung von Verdun 843 als eigenständig begriffen wurden.
2. ↑  „Boden und Hof“, „curtis“ kann im Mittellatein allerdings auch mit „königliche Hofhaltung“ oder gar „Pfalz“ übersetzt werden.

Koordinaten: 50° 6′ 38″ N, 8° 41′ 4″ O